# Landkreis Berchtesgadener Land
Der Landkreis Berchtesgadener Land ist eine Gebietskörperschaft mit 105.292 Einwohnern (31. Dezember 2024) im Freistaat Bayern. Der Landkreis liegt im Südosten Oberbayerns an der Grenze zum österreichischen Salzburg. Kreisstadt des Landkreises ist Bad Reichenhall. Der Landkreis wurde 1972 im Zuge der Gebietsreform in Bayern aus dem ehemaligen Landkreis Berchtesgaden, einem Teil des ehemaligen Landkreises Laufen und der vormals kreisfreien Stadt Bad Reichenhall gebildet. Wie sonst üblich, wurde der Landkreis erst nach seinem Verwaltungssitz in Bad Reichenhall benannt, 1973 erfolgte auf Beschluss der Bayerischen Staatsregierung eine bis heute gültige Umbenennung nach der Landkreisteilregion Berchtesgadener Land.
Der Landkreis weist mit dem Watzmann (2713 m ü. NHN) den höchsten Berg Deutschlands auf, dessen Basis sich vollständig auf deutschem Staatsgebiet befindet – nach anderer Berechnungsgrundlage ist der Watzmann unter den deutschen Hauptgipfeln allerdings „nur“ der dritthöchste. Durch seine exponierte Lage im äußersten Südosten Deutschlands ist der Landkreis der einzige, der an nur einen anderen deutschen Kreis angrenzt (Landkreis Traunstein).

## Geographie
Der Landkreis Berchtesgadener Land bildet die Südostecke Bayerns und Deutschlands. Keilförmig („Schwanzspitze des bayerischen Löwen“ bzw. österreichisch „Kleines Deutsches Eck“) ragt er nach Österreich hinein. Im Osten, Süden und Südwesten ist die Landkreisgrenze zugleich Staatsgrenze. Einziger deutscher Nachbarlandkreis ist Traunstein im Nordwesten und Norden.

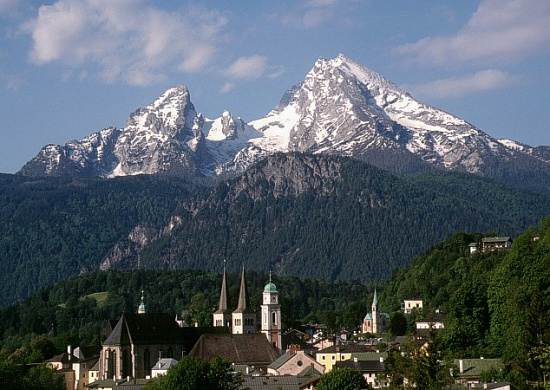
Blick auf Berchtesgaden mit dem Watzmann im Hintergrund
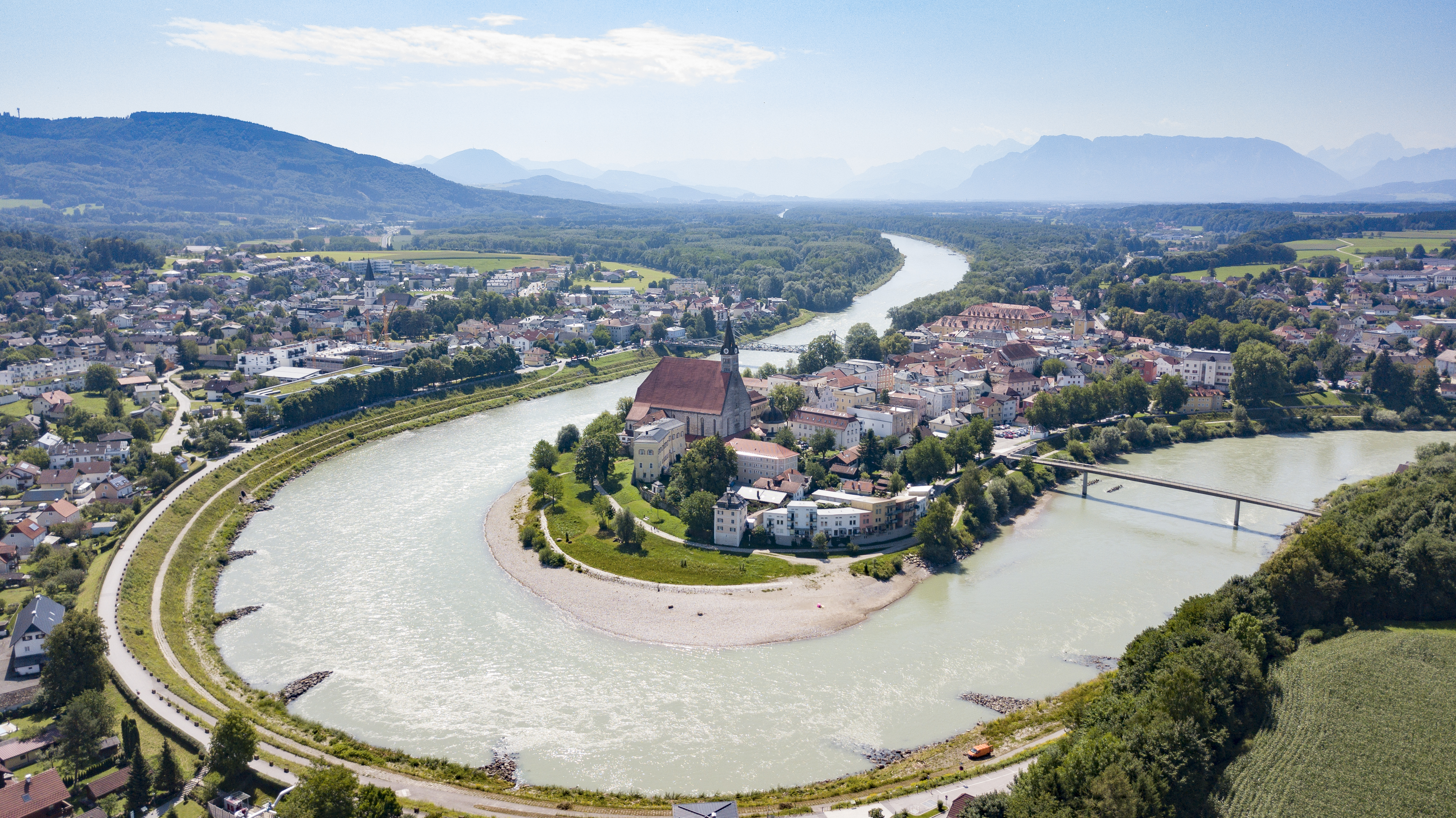
Salzachschleife mit der Halbinsel Laufens
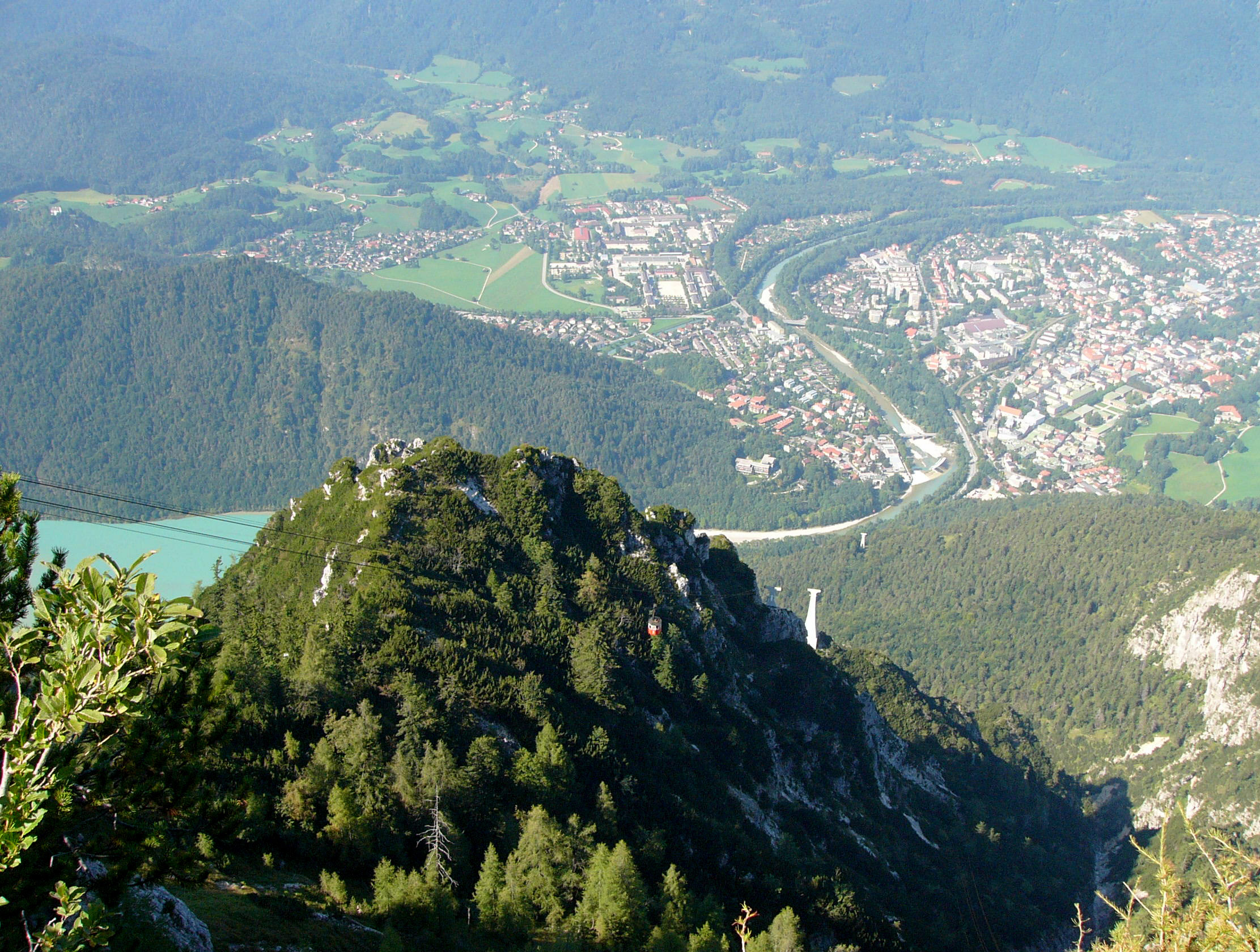
Blick auf Bad Reichenhall vom Predigtstuhl
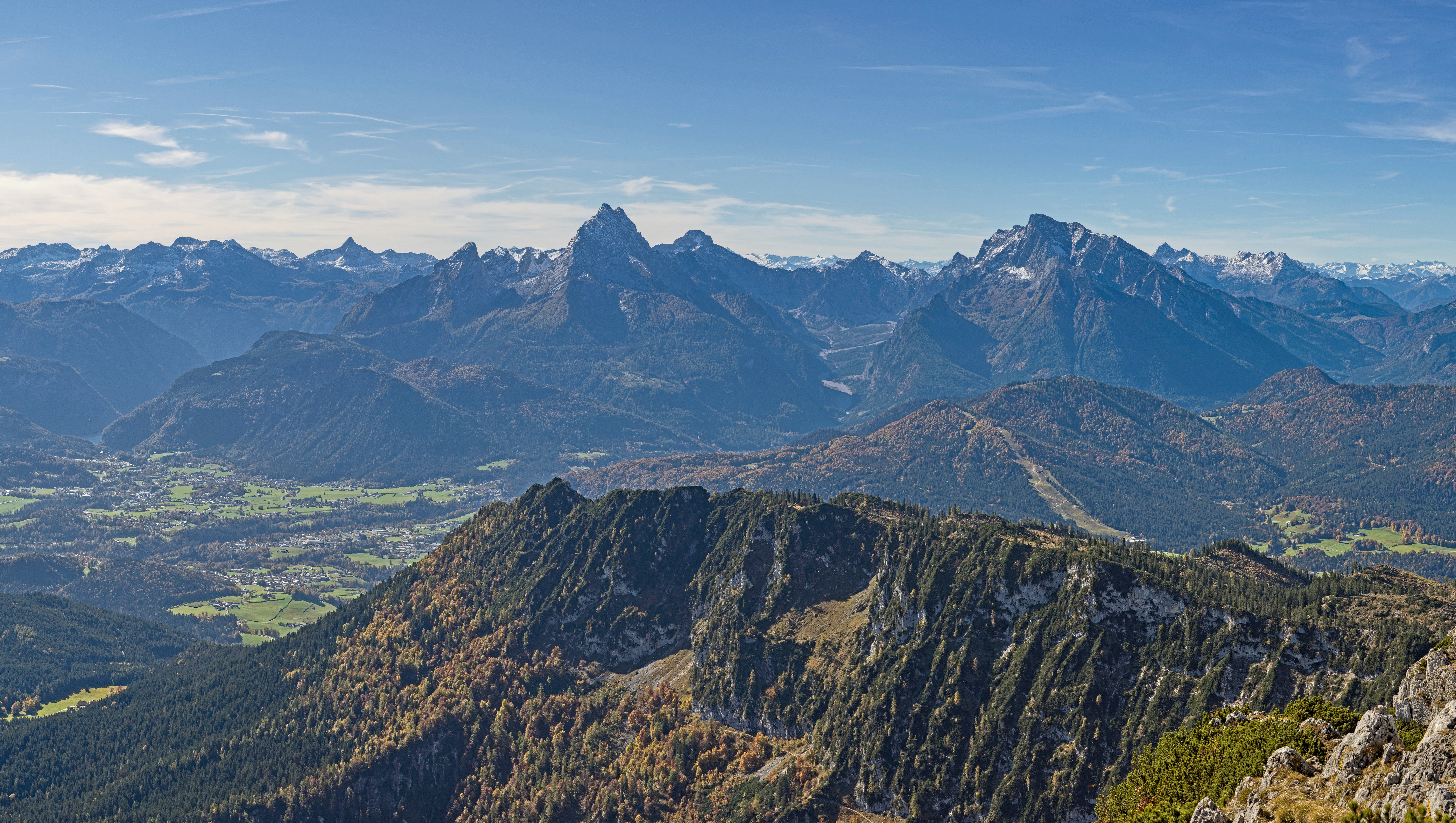
Blick vom Berchtesgadener Hochthron: Bildmitte von links nach rechts Schönau am Königssee und Grünstein, dahinter Steinernes Meer, Watzmann und Hochkalter

### Landschaft
Während der Landkreis im Norden leicht hügelig ist, mit einigen kleinen Seen wie dem Abtsdorfer See und der Salzach als Grenze zu Österreich, ist er im Süden, ab Bad Reichenhall mit einem Ausläufer der Chiemgauer Alpen und den anschließenden Berchtesgadener Alpen alpin bzw. hochalpin.
Höchster Punkt des Landkreises ist mit 2713 m die Watzmann-Mittelspitze, tiefster Punkt die Einmündung des Schinderbaches in die Salzach in Laufen mit 383 m. Aus der Differenz ergibt sich mit 2325 m die zweithöchste Höhenamplitude eines deutschen Landkreises, die nur vom Landkreis Garmisch-Partenkirchen übertroffen wird.

### Gliederung
Gegliedert ist der Landkreis in drei geographische Regionen: die voralpine mit den Städten Laufen und Freilassing, die alpine um die Große Kreisstadt Bad Reichenhall und die hochalpine um Berchtesgaden. Der Landkreis gehört damit neben den Landkreisen Garmisch-Partenkirchen und Oberallgäu zu den drei einzigen Landkreisen Deutschlands mit hochalpinen Regionen.

### Fläche
Mit einer Fläche von 840 Quadratkilometern nimmt der Landkreis Berchtesgadener Land unter den 71 bayerischen Landkreisen die 43. Stelle ein; unter den 20 oberbayerischen Landkreisen steht er an 9. Stelle. Er gehört damit in Bayern zu den mittelgroßen Landkreisen.

### Schutzgebiete
Im Landkreis gibt es einen Nationalpark, drei Naturschutzgebiete, 20 Landschaftsschutzgebiete, 13 Gebiete von gemeinschaftlicher Bedeutung und mindestens 72 ausgewiesene Geotope (Stand August 2016). Das größte Naturschutzgebiet ist das 1955 eingerichtete Naturschutzgebiet Östliche Chiemgauer Alpen. Das gesamte Kreisgebiet bildet das Biosphärenreservat Berchtesgadener Land.

### Nachbarlandkreise bzw. -bezirke
Der Landkreis Berchtesgadener Land grenzt im Norden und Nordwesten an den Landkreis Traunstein. Ansonsten grenzt er an den Salzburger Bezirk Salzburg-Umgebung, die Statutarstadt Salzburg und den Bezirk Hallein im Osten, den Bezirk St. Johann im Pongau im Südosten sowie den Bezirk Zell am See im Südwesten.

## Bevölkerung

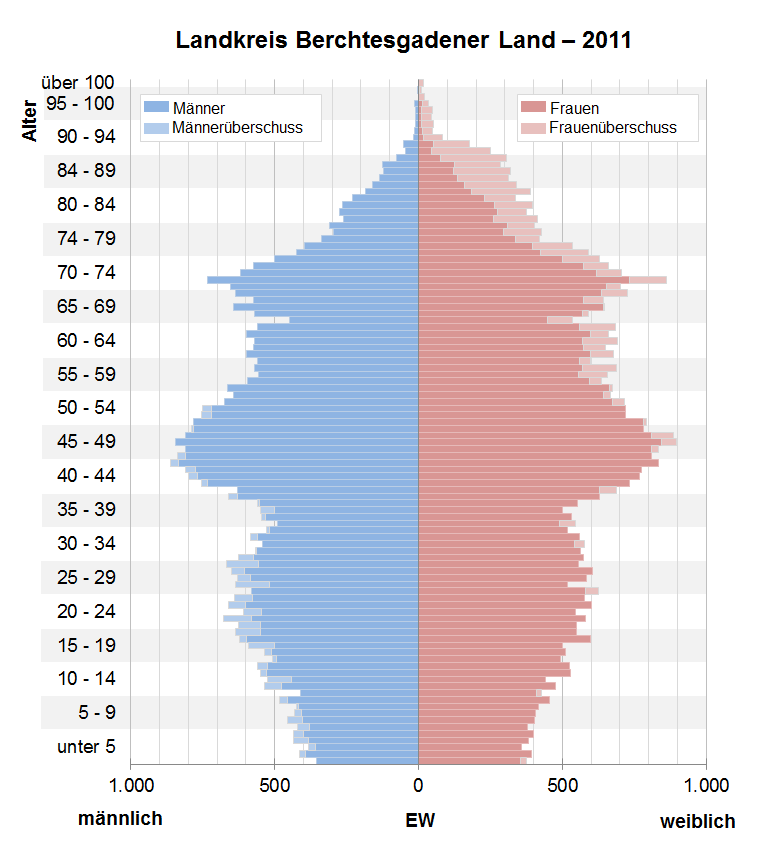
Bevölkerungspyramide für den Landkreis Berchtesgadener Land (Datenquelle: Zensus 2011)

Zum 31. Dezember 2024 hatte der Landkreis 105.292 Einwohner. Hinsichtlich der Bevölkerungszahl gehört er zu den mittelgroßen Landkreisen. In Oberbayern steht er an 13., in Bayern an 46. Stelle. Die Bevölkerungsdichte liegt mit 125 Einwohnern pro Quadratkilometer deutlich unter dem bayerischen Durchschnitt. Im Zuge der kriegsbedingten „Völkerwanderungen“ zwischen 1944 und 1950 stiegen die Einwohnerzahlen bayernweit ungewöhnlich stark an. 1946 waren 35 Prozent der Bevölkerung auf dem Gebiet des heutigen Landkreises Heimatvertriebene, 1972 nur noch 25 Prozent. 2004 waren 82 Prozent der Bevölkerung römisch-katholisch, 14 Prozent evangelisch-lutherischer Konfession, und der Ausländeranteil machte etwa 11 Prozent aus.

### Einwohnerentwicklung
Von der Neubildung des Landkreises 1972 bis 1987 stieg die Einwohnerzahl leicht. Eine größere Steigerung ist im Zeitraum 1987 bis 1991 mit 7 % zu verzeichnen. Danach hat sich der Zuwachs wieder abgeschwächt.
Zwischen 1988 und 2018 wuchs der Landkreis von 91.923 auf 105.722 um 13.799 Einwohner bzw. um 15 % – nach dem Landkreis Garmisch-Partenkirchen (11,2 %) der zweitniedrigste Zuwachs aller oberbayerischen Landkreise im genannten Zeitraum.
| Jahr      | 1840   | 1900   | 1939   | 1950   | 1961   | 1972   | 1987   | 1991   | 1995   | 2000   | 2005    | 2010    | 2015    |
| --------- | ------ | ------ | ------ | ------ | ------ | ------ | ------ | ------ | ------ | ------ | ------- | ------- | ------- |
| Einwohner | 27.227 | 36.160 | 59.793 | 84.336 | 81.340 | 88.743 | 90.689 | 96.527 | 98.946 | 99.848 | 102.587 | 102.389 | 103.907 |

## Geschichte

### Vorgeschichte der drei Landkreisregionen

Die drei Regionen des Landkreises Berchtesgadener Land

Das heutige Landkreisgebiet gehörte ursprünglich vollständig zum baierischen Stammesherzogtum. Ab dem 13. Jahrhundert gelangten wechselnd große Teile davon in das politisch eigenständig gewordene Erzstift Salzburg, während das Klosterstift Berchtesgaden ab Ende des 12. Jahrhunderts zunehmend höhere Gerichtsbarkeiten und damit auch weltliche Macht auf sich vereinigen konnte und ab 1559 als Fürstpropstei Berchtesgaden für das Land Berchtesgaden gleiche reichsunmittelbare Eigenständigkeit wie das fürsterzbischöfliche Salzburger Land errang.
Historisch ergibt sich daraus für die Vorgeschichte des Landkreises eine Gliederung in drei Regionen:
- im Südteil das dem Landkreis namensgebende,[2] „eigentliche“[10] Berchtesgadener Land, das der Fläche nach seit 1155 dem Kernland des später zur Fürstpropstei erhobenen Klosterstifts Berchtesgaden entsprach und bis heute eine geografisch-soziokulturelle Region bildet,
- nordwestlich davon in der Mitte des Landkreises die Stadt Bad Reichenhall, die mit ihrem Umland der heutigen Gemeinden Bayerisch Gmain und Schneizlreuth durchgängig bis 1806 dem baierischen Stammesherzogtum und dann der Kurpfalz-Bayern angehörte und
- im Norden der südliche Teil des ehemals vom Erzstift Salzburg beherrschten Rupertiwinkels.

#### Berchtesgadener Land

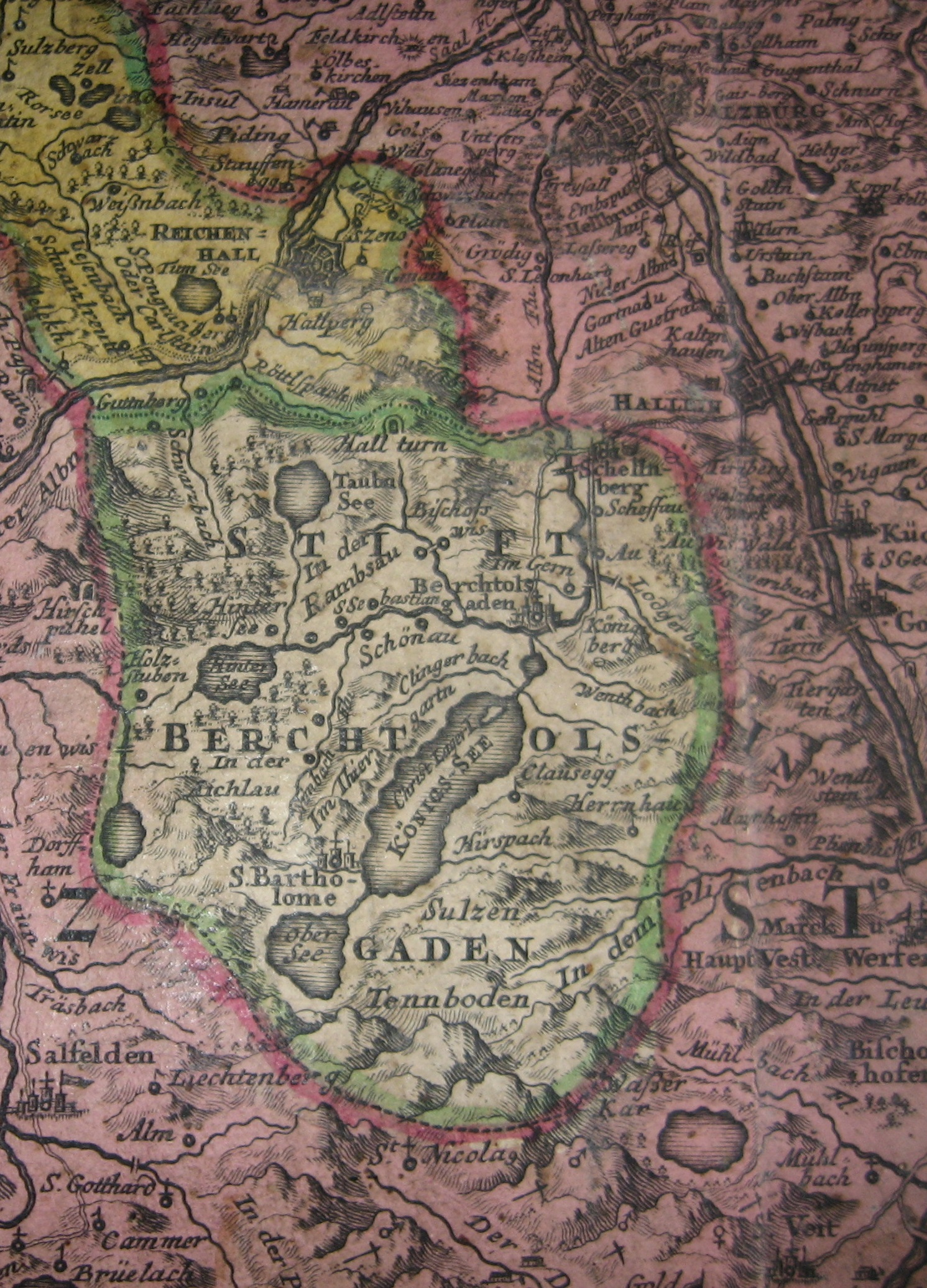
Johann Baptist Homann: „Stift Berchtolsgaden“ und angrenzende Territorien (c. 1715), Kartenauszug,
angrenzende Gebiete von:
rot: Erzstift Salzburg
gelb: Kurfürstentum Bayern

Die Besiedelung des hochalpinen Gebietes um den heutigen Markt Berchtesgaden setzte mit den ersten Rodungsaktivitäten von Augustiner-Chorherren Anfang des 12. Jahrhunderts ein. 1122 wurde in Berchtesgaden ein erster Bauabschnitt oder Notbau der Stiftskirche eingeweiht. Im Laufe der Jahrhunderte konnte sich das Gemeindewesen entwickeln und gelangte auf Grund der reichen Salzvorkommen und des von Kaiser Friedrich Barbarossa übertragenen Salzregals zu erheblichem Wohlstand. Die Salzvorkommen führten allerdings auch immer wieder zu „Salzirrungen“ bzw. kriegerischen Auseinandersetzungen mit dem Erzbistum Salzburg. Zudem machten die pröpstlichen Regenten weit mehr Schulden, als sie Einnahmen hatten, so dass Teile des Gebietes verpfändet und von 1393 bis 1404 das komplette Gebiet in das Erzstift Salzburg inkorporiert wurde. Davor und danach sind dem 1380 als Zepterlehen zur Reichsprälatur aufgestiegenen Klosterstift Berchtesgaden dennoch immer mehr Rechte bis hin zur Blutgerichtsbarkeit übertragen worden, bis es 1559 schließlich zur Fürstpropstei Berchtesgaden erhoben wurde und dadurch völlige Reichsunmittelbarkeit erlangte. Erst 1803 im Rahmen der allgemeinen Säkularisation in Bayern wurde die fürstpröpstliche, d. h. geistliche und weltliche Eigenständigkeit aufgehoben und das Berchtesgadener Land ging vorerst in dem neugegründeten Kurfürstentum Salzburg auf. Nach dem Frieden von Pressburg 1805 fiel es an das Kaiserreich Österreich, 1809 unter Napoleon an Frankreich und 1810 wurde es schließlich dem Königreich Bayern angegliedert.
Heute wird die einst fürstpröpstlich regierte Region Berchtesgadener Land mit den Gemeinden Berchtesgaden, Bischofswiesen, Marktschellenberg, Ramsau bei Berchtesgaden und Schönau am Königssee sowie den gemeindefreien Gebieten Eck und Schellenberger Forst auch als Südlicher oder Innerer Landkreis bezeichnet.

#### Herzoglich bayerisches Reichenhall und Umland
Bereits 1800 v. Chr. besiedelt, gehörte die Region um Reichenhall seit dem Frühmittelalter zum bairischen Stammesherzogtum. Seinen Namen führt Reichenhall seit dem 14. Jahrhundert.
Vom Frühmittelalter an bis ins 12. Jahrhundert hatte Reichenhall eine Monopolstellung an Solevorkommen und bei der Salzverarbeitung inne, was dem Ort Ansehen und den angeblich namensgebenden Reichtum verschaffte. 1196 wurde die Stadt auf Veranlassung des Salzburger Erzbischofs in Schutt und Asche gelegt. Ab dem ausgehenden 13. Jahrhundert ein herzoglich bayerisches Land- und Pfleggericht mit Sitz auf Burg Gruttenstein, ging mit Inbetriebnahme der Salinen von Berchtesgaden und Hallein ein Monopolbruch einher, der nach und nach beinahe zum völligen Niedergang der Reichenhaller Salzverarbeitung geführt hätte. Ende des 15. Jahrhunderts kaufte jedoch der Bayernherzog sämtliche Salzsiedeanlagen auf, modernisierte sie und sorgte so für eine staatliche Monopolisierung des bayerischen Salzwesens. Die Stadt und ihr Umland gingen 1806 schließlich mit den anderen Gebieten von Kurpfalz-Bayern ins Königreich Bayern über.
Heute entspricht die vormals herzoglich bzw. kurpfälzisch bayerische Teilregion den Gemeinden und Städten Bad Reichenhall, Bayerisch Gmain und Schneizlreuth, von denen sich allerdings nur Bad Reichenhall und Bayerisch Gmain in einem gemeinsamen „Kur- und Verkehrsverein“ als Region bewerben, während Schneizlreuth sich bis 2016 dem Tourismusverein des südlichen Rupertiwinkels angeschlossen hatte und seither für sich allein wirbt. (→ Siehe dazu Abschnitt: Regionale Tourismusverbände)

#### Südlicher Rupertiwinkel
Das Gebiet des Rupertiwinkels unterstand bis zur Säkularisation im Jahre 1803 dem Erzstift Salzburg. 1810 wurde es zusammen mit Salzburg dem Königreich Bayern angegliedert und verblieb hier nach 1816, als das Salzburger Land an der Saalach-Salzach-Linie geteilt wurde und der östliche Teil (heute: Land Salzburg) in das Kaisertum Österreich überging. Nach 1816 hat sich für die in Bayern verbliebene Kulturlandschaft die Bezeichnung Rupertiwinkel eingebürgert, die sich auf Rupert (690–710), den als Heiligen und „Apostel der Baiern“ verehrten ersten Bischof von Salzburg, bezieht. Seit 2011 liegen vom Bayerischen Landesamt für Umwelt Entwürfe einer Neugliederung Bayerischer Kulturlandschaften vor, die den Raum des Rupertiwinkels aber wie bereits zuvor beschrieben belässt, da er sich „anhand der historischen Territorialgrenze gut von seinen Nachbarräumen abtrennen [lässt], auch wenn die landschaftlichen Übergänge fließend sind“.
Heute bildet der südliche Teil des einst von Salzburg beherrschten Rupertiwinkels den Nördlichen Landkreis mit den Gemeinden und Städten Ainring, Anger, Freilassing, Laufen, Piding, Saaldorf-Surheim und Teisendorf, die sich bis auf Ainring auch gemeinsam in einem Verein als „Erlebnisregion Berchtesgadener Land – Rupertiwinkel“ bewerben (lassen).
Siehe dazu: Abschnitt Regionale Tourismusverbände

### Eingliederungen der Regionen innerhalb Bayerns ab 1810

#### Königreich Bayern
Ab 1810 gehörte neben Reichenhall und seinem Umland auch das restliche heutige Kreisgebiet vollständig zum Königreich Bayern und war anfangs den Landgerichten Berchtesgaden (1811), Reichenhall (1803), Laufen (1810) und Teisendorf (1811) unterstellt, die allesamt bis 1817 dem Salzachkreis angehörten. Das Landgericht Teisendorf wurde nach dem Verlust Salzburgs an Österreich bereits 1818 aufgelöst und der Sprengel auf die Landgerichte Laufen und Reichenhall aufgeteilt. Nach 1817 ging der Salzachkreis in den Isarkreis über, der 1837 zum Regierungsbezirk Oberbayern wurde. 1862 entstand aus den Landgerichten Berchtesgaden und Reichenhall das Bezirksamt Berchtesgaden, aus den Landgerichten Laufen und Tittmoning das Bezirksamt Laufen. Die Bezirksämter bestanden bis 1939.
Die bereits seit 1619 bestehende Soleleitung Reichenhall–Traunstein wurde 1810 nach Rosenheim verlängert. Hinzu kam 1817 die Soleleitung Berchtesgaden – Reichenhall, da es im Einzugsgebiet der Saline des Salzbergwerks Berchtesgaden einen Mangel an Brennholz gab. Trotz der Verarbeitung in Reichenhall blieb die Saline in Berchtesgaden noch ca. 100 Jahre in Betrieb.
Bereits 1828 gab es erste Planungen für die Bahnstrecke Rosenheim–Salzburg, die durch den heutigen Landkreis führten. 1851 wurde der Staatsvertrag zwischen Bayern und Österreich zur Errichtung der internationalen Strecke geschlossen und 1860 ging der letzte Abschnitt zwischen Traunstein und Salzburg – und damit die erste Eisenbahn im Landkreis – in Betrieb. Damit einher gingen einschneidende Veränderungen, wie der Niedergang der Salzflößerei auf der Salzach. Dies veränderte im Rupertiwinkel die Bedeutung der Salzflößerstadt Laufen zugunsten der heutigen Stadt Freilassing, durch deren Grenzbahnhof und späteren Knotenbahnhof der Region die Strecken nach Bad Reichenhall sowie über Laufen nach Mühldorf führten, später folgte noch die Strecke Bad Reichenhall–Berchtesgaden. Als Verlängerung der Bahnstrecke Salzburg–Hangender Stein ging 1907 die ab 1908 elektrifizierte Bahnstrecke Berchtesgaden–Hangender Stein in Betrieb. Diese Staatsbahnstrecke wurde aber 1938/39 für den Bau einer nie vollendeten zweigleisigen Hauptbahn nach Salzburg stillgelegt. Zwischen 1909 und 1966 verkehrte ab dem sogenannten Königsseer Bahnhof, der sich auf dem einstigen Triftplatz am Rande des Schönauer Gemeindegebietes gegenüber dem Hauptbahnhof Berchtesgaden befand, die Königsseebahn nach Königssee.
1890 erlangte Reichenhall wegen seines Mitte des 19. Jahrhunderts eingerichteten Soleheilbads zur Behandlung von Atemwegserkrankungen das Prädikat zur Führung des Namenszusatzes Bad und heißt seither Bad Reichenhall.

#### Weimarer Republik
Ab 1929 stand Bad Reichenhall als kreisunmittelbare bzw. ab 1939 mit dem Austausch der Bezeichnungen Bezirk und Kreis als kreisfreie Stadt nicht mehr unter der Verwaltung des Bezirksamtes Berchtesgaden.

#### Zeit des Nationalsozialismus
Zu Beginn der Zeit des Nationalsozialismus erwarb Adolf Hitler 1933 sein bisheriges Feriendomizil in Obersalzberg und baute es zum Berghof aus. Weitere NS-Größen siedelten sich an und es entstand das Führersperrgebiet Obersalzberg einschließlich des repräsentativen Kehlsteinhauses. Die Regierungsgeschäfte wurden während der Aufenthalte Hitlers in Obersalzberg in der 1937 im Bischofswiesener Ortsteil Stanggaß errichteten „Kleinen Reichskanzlei“ als zweitem Regierungssitz des Deutschen Reichs abgewickelt. Zu den hier von Hitler unterschriebenen etwa 125 Gesetzen und Verordnungen gehörte unter anderem auch das am 12. Februar 1938 dem Bundesstaat Österreich abverlangte Berchtesgadener Abkommen.
Am 1. Januar 1939 wurde wie sonst überall im Deutschen Reich die Bezeichnung Landkreis eingeführt. So wurden aus den Bezirksämtern die Landkreise Berchtesgaden und Laufen.
Bad Reichenhall wurde 1940 wieder in den Landkreis Berchtesgaden eingegliedert.

### Nachkriegszeit ab 1945
Nach Ende des Zweiten Weltkrieges wurden ab Mai 1945 die Landkreise Berchtesgaden und Laufen von den US-amerikanischen Besatzungstruppen bei unveränderter Gebietsaufteilung mit neuen Landräten besetzt. Am 20. April 1946 wurden die Kreistage durch die Bevölkerung gewählt. Von 1948 bis zur Bildung des neuen Landkreises 1972 hatte Bad Reichenhall erneut den Status einer kreisfreien Stadt.

#### Gebietsreform mit Bildung des Landkreises
Bei der Gebietsreform in Bayern wurden am 1. Juli 1972 der Landkreis Berchtesgaden, der südliche Teil des Landkreises Laufen sowie die kreisfreie Stadt Bad Reichenhall zum neuen Landkreis Bad Reichenhall zusammengeschlossen. Mit der Verordnung vom 10. April 1973 im Bayerischen Gesetz- und Verordnungsblatt (GVBl) erhielt der Landkreis am 1. Mai 1973 seine heutige Bezeichnung Landkreis Berchtesgadener Land. Dieser Umbenennung „wegen des höheren Bekanntheitsgrades“ waren „heftige Diskussionen“ vorangegangen. Begründet wurde die Umbenennung von der Bayerischen Staatsregierung u. a. wie folgt:

„Der Landschaftsname Berchtesgadener Land knüpft an das ehemalige Stiftsland Berchtesgaden an, dessen historische Bedeutung auch noch in der Gegenwart fortwirkt. (…) Die Ausstrahlungskraft, die der mit einer außergewöhnlichen Landschaft verbundene Name Berchtesgadener Land hat, rechtfertigt es, den neuen Landkreis nach diesem, die Eigenart des gesamten Kreises prägenden Gebietsteil zu benennen. Die Staatsregierung weicht deshalb von dem Grundsatz ab, den Landkreis nach dem Ort zu benennen, der Sitz der Kreisverwaltung ist.“

Der Landkreis Laufen hatte zuvor erfolglos gegen seine Aufteilung sowie gegen den Plan, die Kreisverwaltung des neuen Landkreises nicht in der Stadt Laufen, sondern in Bad Reichenhall zu installieren, mehrfach heftigen Protest eingelegt.
Als Kreisstadt hatte der Kreistag Freilassing gewählt; der Freistaat Bayern bestimmte allerdings davon abweichend die Stadt Bad Reichenhall, die zudem aufgrund des Verlustes der Kreisfreiheit zur Großen Kreisstadt erhoben wurde. Im Mai 1980 wurde im neu errichteten Landratsamt in Bad Reichenhall die Arbeit aufgenommen und im Gegenzug die Außenstelle des Landratsamtes in Berchtesgaden aufgelöst. In den ehemaligen Kreisstädten Berchtesgaden bzw. Laufen verblieben allerdings verschiedene Einrichtungen des Landkreises sowie andere Behörden.

#### Späte Einigung auf Kraftfahrzeugkennzeichen
Analog zu der Erstbezeichnung Landkreis Bad Reichenhall sollte für den 1972 nach der Gebietsreform entstandenen Landkreis das am 1. Juli 1956 für die kreisfreie Stadt Bad Reichenhall eingeführte Kraftfahrzeugkennzeichen REI übernommen werden. Insbesondere wegen heftiger Proteste aus dem vormaligen Landkreis Berchtesgaden gegen den Verlust seines BGD blieben dessen Kraftfahrzeugkennzeichen sowie jenes des Landkreises Laufen (LF) noch für einige Jahre gültig. Erst seit dem 1. August 1979 gilt für den ganzen Landkreis das Kraftfahrzeugkennzeichen BGL.
Mit der am 1. November 2012 in Kraft getretenen Reform der Fahrzeug-Zulassungsverordnung („Kennzeichenliberalisierung“) ist die Ausgabe von Altkennzeichen wieder zulässig. Nachdem sich 2013 erst noch eine knappe Mehrheit des Kreistages gegen diese Möglichkeit ausgesprochen hatte, sprach sich ein Kreistagsbeschluss vom 22. Juli 2016 dafür aus. Mit der Anmerkung „Die Landkreiskennung ‚BGL‘ bleibt weiterhin das Regelkennzeichen“ werden im Landkreis seit dem 15. September 2016 wieder die Unterscheidungszeichen BGD, LF und REI als „Wunschkennzeichen“ ausgegeben.

#### Anhaltende Auswirkungen der Reaktorkatastrophe von Tschernobyl
Die radioaktiven Niederschläge nach der Reaktorkatastrophe von Tschernobyl im April 1986 trafen deutschlandweit in der Hauptsache Regionen in Süddeutschland. Laut den BfS-Berichten mit Messwerten von 2018 und 2023 zählten insbesondere die Waldgebiete des Landkreises Berchtesgadener Land und vier weiterer Regionen zu denen, in denen für einzelne Wildpilzarten die höchsten Belastungen mit Cäsium-137 ermittelt wurden und deshalb noch immer von deren Verzehr abgeraten wurde.

#### COVID-19-Pandemie – Rekordwert bei Sieben-Tage-Inzidenz
Im Herbst 2020 verzeichnete der Landkreis im Zusammenhang der COVID-19-Pandemie einen bundesweiten Rekord hinsichtlich der Sieben-Tage-Inzidenz, die am 19. Oktober 2020 auf einen Wert von 272,8 angestiegen war. In der Folge kündigte der bayerische Ministerpräsident Markus Söder für den Landkreis mit Wirkung vom Dienstag, den 20. Oktober 2020 ab 14 Uhr Maßnahmen an, die „einem Lockdown entsprechen“ und zunächst für zwei Wochen Geltung haben sollen. Zwar wurde Söder anfangs noch mit der Vermutung zitiert: „Ausgangspunkt war auch wieder eine entsprechende Party“. Der Grund für den exorbitanten Anstieg der Sieben-Tage-Inzidenz in dem vergleichsweise dünn besiedelten Landkreis ist nicht bekannt bzw. ist nicht ausschließlich auf eine Ursache zurückzuführen. Der Inzidenzwert ist am 28. Oktober 2020 auf 323,8 angestiegen.
Am 9. Januar 2021 wurde für den Landkreis zwar ein höherer Inzidenzwert von 348,3 gemessen, der jedoch im Vergleich zu den Werten von etwa 540 bis 560 in den Freistaaten Thüringen und Sachsen keinen Höchstwert mehr darstellte. Zudem konnte für den Landkreis das positive Fazit gezogen werden, dass ein Ansturm von Tagesausflüglern trotz winterlich guter Wetterbedingungen ausgeblieben war.

#### Hochwasser 2021
Von dem Hochwasser in West- und Mitteleuropa 2021 war auch der Landkreis Berchtesgadener Land in besonderem Maße betroffen. Am Abend des 17. Juli 2021 kam es insbesondere in der hochalpinen Region Berchtesgadener Land zu starken Regenfällen – als diese an mehreren Orten zu Überflutungen führten, rief der Landkreis den Katastrophenfall aus. Die Berchtesgadener Ache stieg am Pegel Klärwerk auf bis zu 3,83 Meter an und übertraf damit den Höchststand von 3,12 Metern im Jahr 2012. Da ein Hangrutsch in Schönau am Königssee befürchtet wurde, kam es dort und in anderen Orten zu Evakuierungen – wenig später wurde in der Gemeinde die Kunsteisbahn Königssee schwer beschädigt bzw. waren mehrere Teile der Weltcup-Bahn von den Wassermassen weggerissen. Auch der Bahnhof von Bischofswiesen wurde überflutet und mehrere Straßen wurden wegen Überflutung zeitweise gesperrt.

#### Erster CSD-Umzug im Landkreis
Mehr als 45 Jahre nach den ersten Umzügen deutschlandweit wurde der erste CSD-Umzug im Landkreis am 16. August 2025 in der Marktgemeinde Berchtesgaden veranstaltet. Da die „befürchtete Gegendemonstration“ ausgeblieben ist, konnten etwa 400 Personen den Umzug störungsfrei durchführen. Die Queer-Steiger aus Berchtesgaden als Veranstalter dieses CSD-Umzugs hatten sich gut anderthalb Jahre zuvor gegründet.

## Geografisch-soziokulturelle Zuordnungen
Die geografische Gliederung des Landkreises entspricht im Wesentlichen auch seiner Gliederung in drei historisch und soziokulturell definierte Regionen: die voralpine des einst zum Erzstift Salzburg gehörenden südlichen Rupertiwinkels, die alpine mit der durchgehend bayerischen Stadt Bad Reichenhall und ihrem Umland sowie das hochalpine und namensgebende Berchtesgadener Land als seit 1155 ausgewiesenes Kernland des Klosterstifts Berchtesgaden, das von 1559 bis 1803 zur eigenständigen Fürstpropstei Berchtesgaden erhoben war.
| Durchgehend bei Bayern | Berchtesgadener Land     | Südlicher Rupertiwinkel |
| ---------------------- | ------------------------ | ----------------------- |
| Bad Reichenhall        | Berchtesgaden            | Ainring                 |
| Bayerisch Gmain        | Bischofswiesen           | Anger                   |
| Schneizlreuth          | Marktschellenberg        | Freilassing             |
|                        | Ramsau bei Berchtesgaden | Laufen                  |
|                        | Schönau a.Königssee      | Piding                  |
|                        | Eck 1                    | Saaldorf-Surheim        |
|                        | Schellenberger Forst1    | Teisendorf              |

## Politik

### Kreistag
Die 60 Kreisräte verteilen sich in der Wahlperiode 2020 bis 2026 wie folgt:
| Kreistagswahl 2020Wahlbeteiligung: 56,9 % (+4,5 %) %403020100 38,021,620,07,74,83,13,01,7n. k. CSUFWGrüneSPDAfDÖDPBLRgFDPREPGewinne und Verlusteim Vergleich zu 2014 %p 6 4 2 0 −2 −4 −6 −8−7,4+1,2+4,5−4,6+4,8−0,1+3,0+0,3−1,8CSUFWGrüneSPDAfDÖDPBLRFDPREPAnmerkungen:g Bürgerliste Reichenhall | Sitzverteilung im Kreistag Berchtesgadener Land seit 2020Insgesamt 60 Sitze - SPD: 5 - Grüne: 12 - ÖDP: 2 - BLR: 2 - FW: 13 - FDP: 1 - CSU: 22 - AfD: 3 |

| Parteien und Wählergemeinschaften | Parteien und Wählergemeinschaften  | 2020   | 2020   | 2014   | 2014   | 2008   | 2008   | 2002   | 2002   | 1996   | 1996   |
| Parteien und Wählergemeinschaften | Parteien und Wählergemeinschaften  | %      | Sitze  | %      | Sitze  | %      | Sitze  | %      | Sitze  | %      | Sitze  |
| --------------------------------- | ---------------------------------- | ------ | ------ | ------ | ------ | ------ | ------ | ------ | ------ | ------ | ------ |
| CSU                               | Christlich-Soziale Union in Bayern | 38,0   | 22     | 45,4   | 27     | 45,5   | 28     | 49,9   | 30     | 45,4   | 28     |
| FW                                | Freie Wähler Bayern                | 21,6   | 13     | 20,4   | 12     | 0–     | 0–     | 0–     | 0–     | 0–     | 0–     |
| Grüne                             | Grüne Bayern                       | 20,0   | 12     | 15,5   | 09     | 12,1   | 07     | 9,5    | 06     | 12,0   | 07     |
| SPD                               | SPD Bayern                         | 7,7    | 05     | 12,3   | 08     | 14,4   | 09     | 14,8   | 09     | 15,1   | 09     |
| AfD                               | AfD Bayern                         | 4,8    | 03     | 0–     | 0–     | 0–     | 0–     | 0–     | 0–     | 0–     | 0–     |
| ÖDP                               | Ökologisch–Demokratische Partei    | 3,1    | 02     | 3,2    | 02     | 2,3    | 01     | 0–     | 0–     | 0–     | 0–     |
| BLR                               | Bürgerliste Reichenhall            | 3,0    | 02     | 0–     | 0–     | 0–     | 0–     | 0–     | 0–     | 0–     | 0–     |
| FDP                               | FDP Bayern                         | 1,7    | 01     | 1,4    | 01     | 2,0    | 01     | 2,4    | 01     | 1,6    | 01     |
| REP                               | Die Republikaner                   | 0–     | 0–     | 1,8    | 01     | 3,1    | 01     | 2,3    | 01     | 3,1    | 01     |
| FWG                               | Freie Wählergemeinschaft           | 0–     | 0–     | 0–     | 0–     | 20,6   | 13     | 21,2   | 13     | 22,8   | 14     |
| gesamt                            | gesamt                             | 99,9   | 60     | 100,0  | 60     | 100,0  | 60     | 100,1  | 60     | 100,0  | 60     |
| Wahlbeteiligung                   | Wahlbeteiligung                    | 56,9 % | 56,9 % | 52,4 % | 52,4 % | 56,4 % | 56,4 % | 61,4 % | 61,4 % | 65,8 % | 65,8 % |

Zu den (ehemaligen) Kreisräten zählen: Georg Graßl, Georg Hackl, Michaela Kaniber, Anton Kern, Roland Richter, Franz Xaver Werkstetter (alle CSU), Wolfgang Heitmeier (FWG), Bartl Wimmer (Grüne), Bärbel Kofler (SPD) und Hermann K. Stützer (FDP).

### Landräte
- 1. Juli 1972–1978: Rudolf Müller (CSU)
- 1. Mai 1978–1984: Andreas Birnbacher (CSU)
- 6. Oktober 1984 bis 2002: Martin Seidl (CSU)
- 1. Mai 2002 bis 2020: Georg Grabner (CSU)
- ab 1. Mai 2020: Bernhard Kern (CSU)[45]

### Europaregion
Der Landkreis Berchtesgadener Land gehört zur 1995 gegründeten länderübergreifenden Europaregion namens EuRegio Salzburg – Berchtesgadener Land – Traunstein, deren Kernbereiche das österreichische Land Salzburg und die beiden bayerischen Landkreise Berchtesgadener Land und Traunstein bilden. Sitz der kommunalen Europaregion ist Freilassing.

#### Landkreispartnerschaften
- Bełchatowski, Polen; seit 2007

### Hoheitssymbole

Hissflagge des Landkreises Berchtesgadener Land

Der Landkreis Berchtesgadener Land führt ein Siegel, ein Wappen und eine Flagge.
| Wappen des Landkreises Berchtesgadener Land | Blasonierung: „Über dem Schildfuß mit den bayerischen Rauten sind zwei in Gold und Blau gespaltene Felder. In dem vorderen goldenen Feld ist ein rot bewehrter schwarzer Löwe, auf dem blauen Feld dahinter sind schräg gekreuzt ein goldener und ein silberner Schlüssel.“ |
| Wappen des Landkreises Berchtesgadener Land | Wappenbegründung: Das goldene Feld spiegelt den Anteil des vormaligen Landkreises Laufen, dessen Gebiet lange Zeit unter der Herrschaft der Fürsterzbischöfe von Salzburg stand, worauf der sogenannte „Salzburger Löwe“ hinweist. Die gekreuzten Schlüssel stehen für das Gebiet des früheren Landkreises Berchtesgaden sowie die frühere Fürstpropstei Berchtesgaden als Attribute ihres Patrons St. Petrus; die frühere kreisfreie Stadt Bad Reichenhall wird als Teil der wittelsbachischen Kernlande durch die bayerischen Rauten symbolisiert. Dieses Wappen führt der Landkreis seit 1973 auf Beschluss des Kreistages und mit Zustimmung der Regierung von Oberbayern. |

## Gemeinden
Städte
1. Bad Reichenhall, Große Kreisstadt (18.288)
2. Freilassing (17.619)
3. Laufen (7.336)

Märkte
1. Berchtesgaden (7.697)
2. Marktschellenberg (1.721)
3. Teisendorf (9.267)

Gemeindefreie Gebiete
(29,61 km², alle unbewohnt)
1. Eck (12,60 km²)
2. Schellenberger Forst (17,01 km²)

Weitere Gemeinden
1. Ainring (9.800)
2. Anger (4.260)
3. Bayerisch Gmain (3.014)
4. Bischofswiesen (7.055)
5. Piding (5.284)
6. Ramsau b.Berchtesgaden (1.683)
7. Saaldorf-Surheim (5.578)
8. Schneizlreuth (1.375)
9. Schönau a.Königssee (5.315)

Keine Verwaltungsgemeinschaften
Einwohnerzahlen in Klammern, Stand: 31. Dezember 2024
Siehe auch:
- Gnotschaften der einstigen Fürstpropstei Berchtesgaden, die jetzt als Ortsteile den Gemeinden Berchtesgaden, Bischofswiesen, Marktschellenberg, Ramsau und Schönau am Königssee zugeordnet sind.
- Liste der Orte im Landkreis Berchtesgadener Land
- Liste der Gemeinden im Landkreis Berchtesgadener Land

## Kultur und Sehenswürdigkeiten

### Bildende Kunst

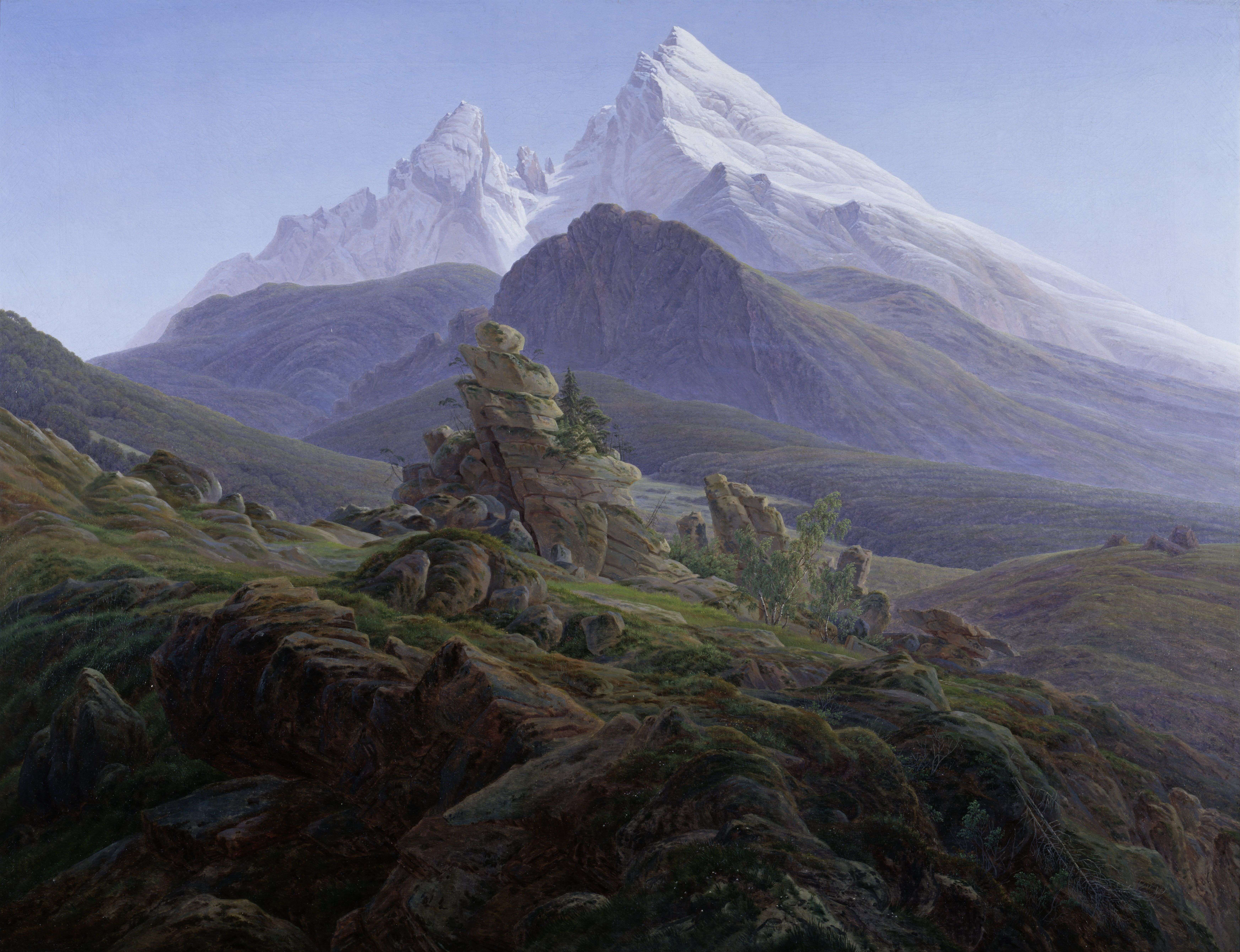
Gemälde Der Watzmann von Caspar David Friedrich

Neben Caspar David Friedrich haben sich über die Jahrhunderte hinweg einige andere Bildende Künstler als (Landschafts-)Maler, Grafiker und Kupferstecher Berchtesgaden und seine Umgebung als Sujet gewählt. So entstanden nicht nur Ölgemälde, sondern auch Grafiken, die Büchern zur Illustration dienten.
19. Jahrhundert:
- Johann Adam Klein (1792–1875), deutscher Maler und Kupferstecher des Biedermeiers und fertigte unter anderem die Radierung Eine Künstlerreise in Berchtesgaden und das Ölgemälde Berchtesgadener Jahrmarkt[48]
- Gustav Kraus (1804–1852), bayerischer Lithographiekünstler der Biedermeierzeit
- Franz Kreuzer (1819–1872), Xylograph und Landschaftsmaler
- August Leu (1818–1897), deutscher Maler
- Johann Matthias Ranftl (1804–1854), österreichischer Maler und Grafiker
- Heinrich Reinhold (1788–1825), deutscher Maler und Kupferstecher
- Johann Gottfried Steffan (1815–1905), einer der bedeutendsten Schweizer Landschaftsmaler des 19. Jahrhunderts
- Franz Xaver von Riedmüller (1829–1901), deutscher Landschaftsmaler

20. Jahrhundert:
- Willy Hanft (1888–1987), deutscher Maler
- Friedrich Ludwig (1895–1970), deutscher Maler des Expressionismus, der einige Jahre in Berchtesgaden lebte
- Kurt Tilsner (1909–1989), deutscher Aquarellzeichner und Ölmaler, der ab 1979 in Strub lebte und dessen Sujet schwerpunktmäßig die bayerische Voralpenlandschaft (Berchtesgaden und Umgebung) war

### Musik

#### Werke mit Bezug zum Landkreis
Die Kindersinfonie (Originaltitel: Berchtoldsgaden-Musik, d. h. „Berchtesgaden-Musik“) ist eine Kammerkomposition aus der Zeit vor der Wiener Klassik, und in ihr kommen neben der üblichen Orchesterbesetzung sieben typische Kinderinstrumente der Berchtesgadener War zum Einsatz. Die Urheberschaft für dieses Werk ist unklar. Als mögliche Komponisten galten bislang Leopold Mozart, dessen Schüler Johann Rainprechter, Joseph Haydn oder dessen Bruder Michael Haydn, nach neueren Erkenntnissen scheint jedoch Edmund Angerer der tatsächliche Komponist dieses Werkes gewesen zu sein.

#### Interpreten aus dem Landkreis
Mit der Bad Reichenhaller Philharmonie verfügt der Landkreis über das einzige symphonische Berufsorchester Oberbayerns außerhalb Münchens. Die Ramsauer Sänger gehören zu den bekanntesten volksmusikalischen Gesangsgruppen in Oberbayern. Hans Söllner ist ein überregional bekannter Liedermacher.

### Sagenwelt

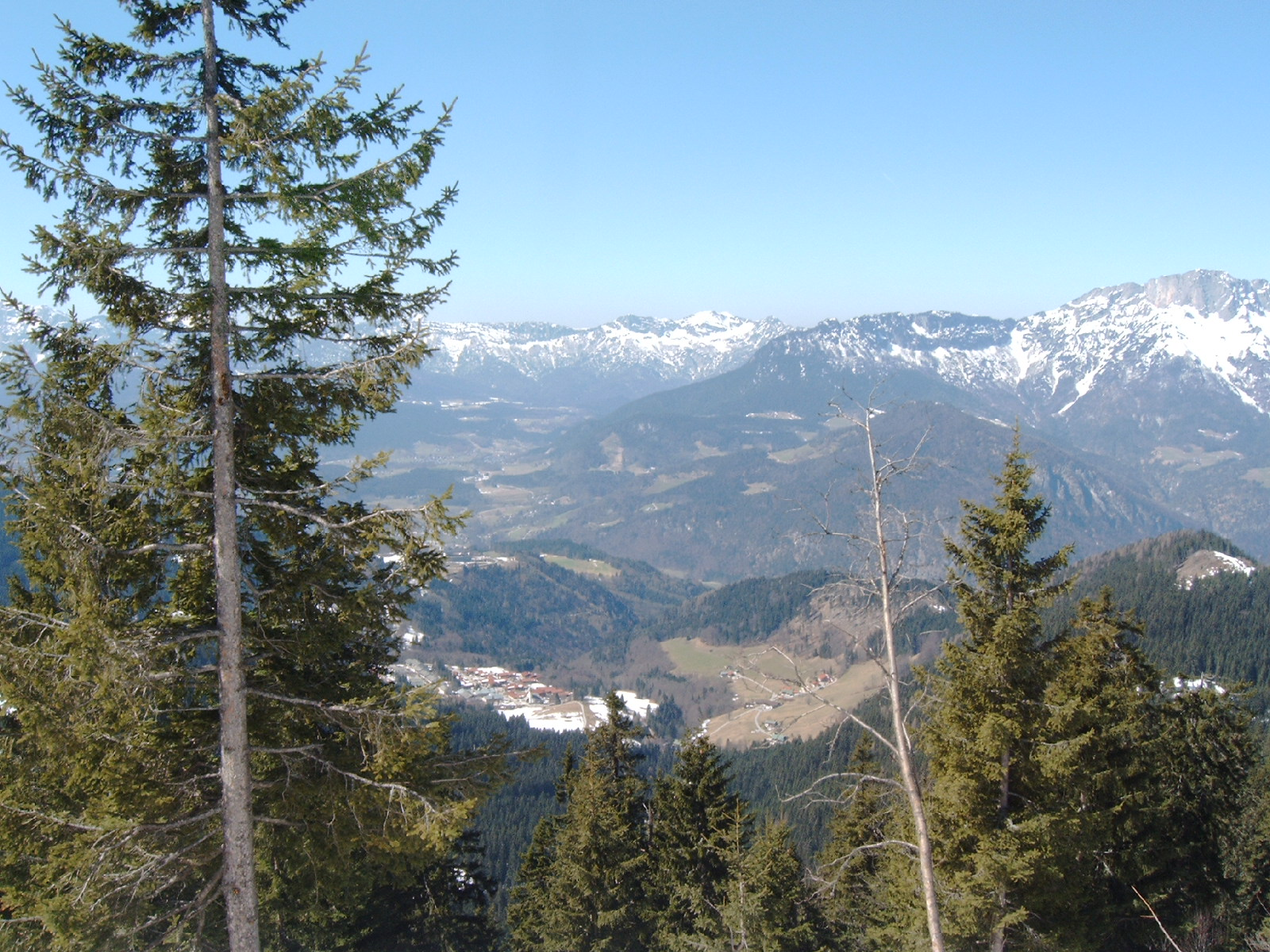
Blick auf den Untersberg

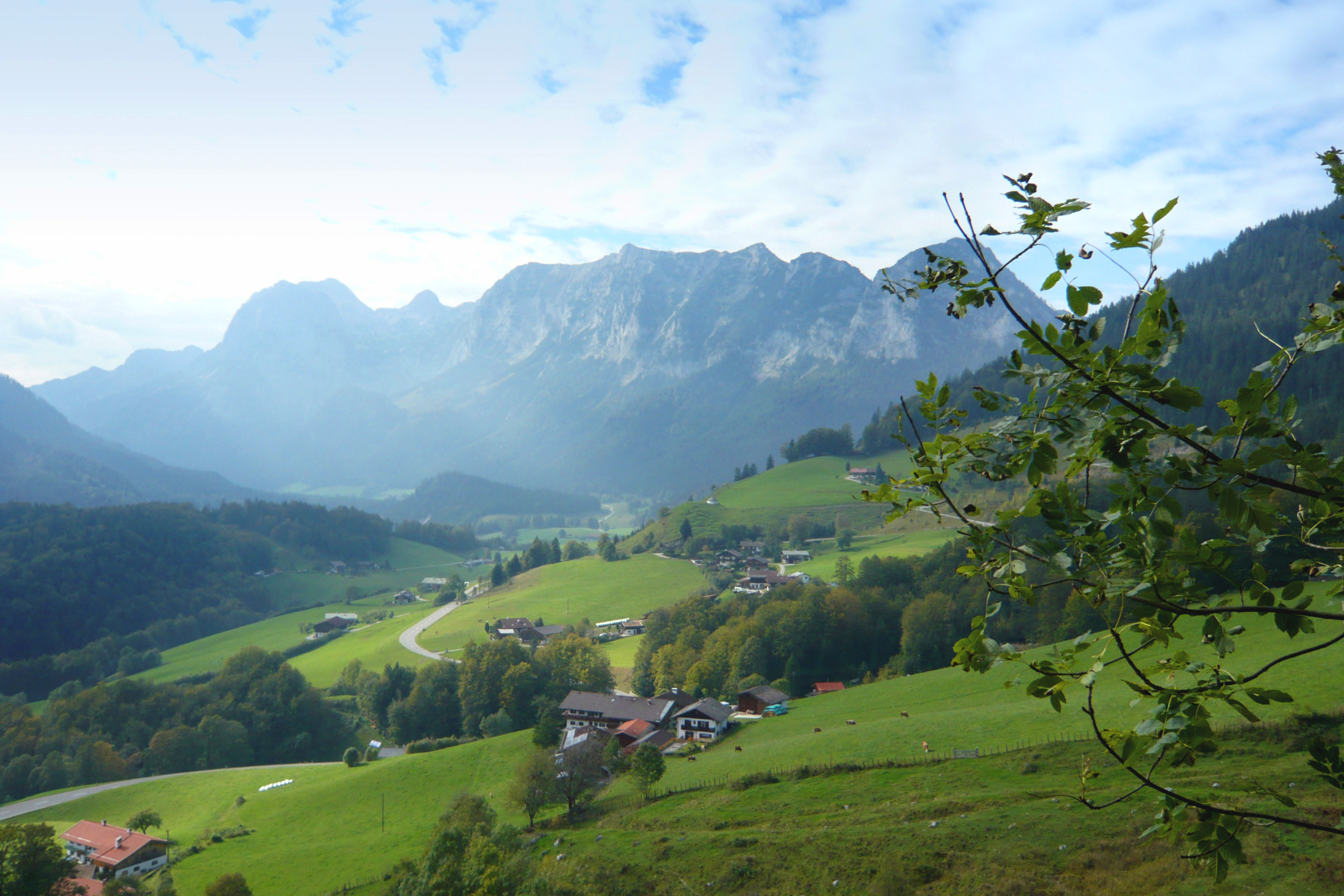
Blick vom Soleleitungsweg zur Reiteralpe

Nicht zuletzt die Berge des Berchtesgadener Landes bilden den Hintergrund für zahlreiche Sagen:
- Allen voran ist das zum Wahrzeichen gewordene Watzmann-Massiv sagenumwoben. So werden seine neun Gipfel als Königsfamilie gedeutet, die wegen ihrer Grausamkeit versteinerte: Der aus drei Gipfeln (Hocheck, Mittelspitze, Südspitze) bestehende Hauptberg ist der König, der gegenüberliegende Gipfel die Königin (Watzmannfrau), und die sieben dazwischen liegenden Gipfel sind die Kinder.
- Der Untersberg gegenüber, der sich ins benachbarte Salzburg erstreckt, dient der Sage nach einem Kaiser als Behausung. Je nach Erzählweise harrt hier Kaiser Karl der Große oder Friedrich Barbarossa in todesähnlichem Schlaf, um beim Jüngsten Gericht oder wenn Unglauben und Gewalt den höchsten Grad erreichen, mit seinem Heer für das Gute den Sieg zu erringen. In einer anderen Version heißt es, der Kaiser schlafe dort, bis sein Bart siebenmal um den Tischfuß gewachsen sei.
- Neben diesem schlafenden Heer sollen im Untersberg aber auch Riesen (Riese Abfalter), so genannte Wildfrauen, die ähnlich den Heinzelmännchen gute Dienste leisteten, sowie Zwerge (Untersberg Manndln) gehaust und gewirkt haben.
- Hinzu kommen der Teufel, der die Wilde Jagd anführt und nicht nur auf einer Teufelskopf genannten Felswand der Reiteralpe seine Spuren hinterlassen hat, sowie zahlreiche Geister, die auf Bergen und als ertrunkene Seelen in den Seen zum Guten mahnen oder auch zum gespenstischen Kegelspiel einladen.
- Für den Ursprung des Namens Berchtesgaden gibt es mehrere Sagen: Nach einer von ihnen leitet er sich von der Sagengestalt Berchta bzw. Perchta ab, die auch mit Frau Holle gleichgesetzt wird. Eine andere behauptet, er sei einem gewissen Berchtold zu verdanken, dem eine Nixe vom Königssee den Weg zum Salz und zur rechtschaffenen Arbeit als Bergmann im noch heute existierenden Salzbergwerk Berchtesgadens gewiesen habe.

### Naturschönheiten

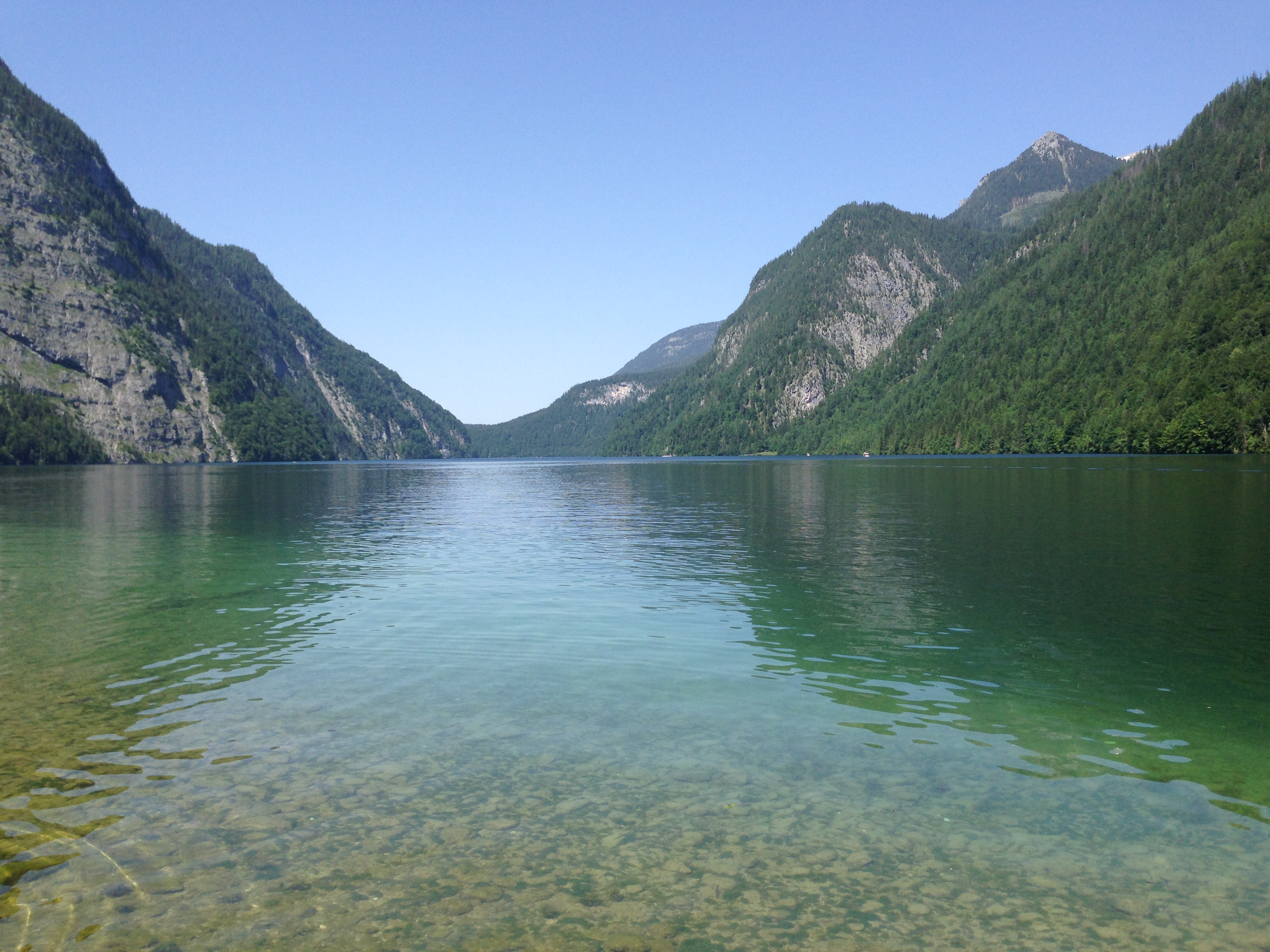
Königssee

Die Berchtesgadener Alpen sind für viele Einheimische und Touristen das Ziel von Bergwanderungen, die teilweise auch von trainierten Bergsteigern höchst anspruchsvolle Klettertouren wie zum Beispiel an der Watzmann-Ostwand abverlangen können. Als Zwischenstation für nahezu jeden Anstieg eines Berggipfels dienen mehrere Berghütten, die vom Deutschen Alpenverein bewirtschaftet werden.
- Nationalpark Berchtesgaden
- Königssee
- Watzmann

### Museen und Ausstellungen

#### Technik
- Salzbergwerk Berchtesgaden
- Alte Saline in Bad Reichenhall
- Gradierhaus (Bad Reichenhall)
- Lokwelt Freilassing
- Bergbaumuseum Achthal, Teisendorf
- Torfmuseum Ainringer Moos, Ainring
- Wandern entlang der historischen Soleleitung Berchtesgaden – Bad Reichenhall – Traunstein

#### Geschichte
- Dokumentation Obersalzberg, Berchtesgaden
- Königliches Schloss Berchtesgaden mit Rehmuseum, Berchtesgaden

##### Heimatmuseen
- Museum Schloss Adelsheim, Berchtesgaden
- Reichenhallmuseum, Bad Reichenhall

#### Sonderausstellungen
- Romy-Schneider-Museum seit 2015 im Gebäude des ehemaligen Endbahnhofs der Königsseebahn in Schönau am Königssee.

## Wirtschaft und Infrastruktur
Im Landkreis liegt der Anteil des produzierenden Gewerbes einschließlich Handwerk an der Wirtschaftskraft des Landkreises bei etwa 30 Prozent. Damit stellen produzierende Unternehmen den stärksten Wirtschaftszweig im Landkreis, gefolgt von der Gesundheitswirtschaft und dem Handel beziehungsweise Großhandel. Die Einkommenswertschöpfung aus dem Tourismus einschließlich der Sekundäreffekte ergab einen Anteil von 11,4 Prozent an der gesamten Einkommenswertschöpfung des Landkreises. Dass der touristische Anteil mit Beschäftigtenzahlen von etwa sieben bis acht Prozent der Beschäftigten noch niedriger als die prozentuale Einkommenswertschöpfung ist, liegt daran, dass die Einkommen im Tourismus von Kleingewerbe geprägt sind bzw. viele Kleinvermieter keine Angestellten haben und alle Leistungen selbst erbringen. Auch in den südlichen Gemeinden Schönau am Königssee, Ramsau bei Berchtesgaden und Berchtesgaden existieren bedeutende Unternehmen außerhalb des touristischen Sektors. Die Einkommenswertschöpfungen aus dem Tourismus liegen hier mit einem Anteil von 30 bis 50 Prozent über dem Landkreisdurchschnitt.

### Produzierendes Gewerbe
Unternehmen des Lebensmittelwirtschaftszweiges im Landkreis, wie die Milchwerke Berchtesgadener Land in Piding und der Süßwarenproduzent Paul Reber (Mozartkugeln) in Bad Reichenhall, bieten ihre Erzeugnisse deutschland- und weltweit an. Ebenso das Stahlwerk Annahütte im Ortsteil Hammerau von Ainring, das älteste noch bestehende Stahlwerk Europas. Es wurde 1537 gegründet und beschäftigte im Jahr 2016 etwa 550 Mitarbeiter.
Das Salzbergwerk Berchtesgaden beschäftigt etwa 100 Mitarbeiter. Die dort erzeugte Sole wird zur Bad Reichenhaller Saline gepumpt und dort zu Speisesalz (Bad Reichenhaller Markensalz, seit 2016 AlpenSalz) gesiedet.
Die einst im Berchtesgadener Land, dem namensgebenden südlichen Teil des Landkreises, als Berchtesgadener War gefertigten Holzschnitzereien und Spanschachteln waren in vergangenen Jahrhunderten nicht zuletzt als Kinderspielzeug weltweit gefragt. Heute wird die Berchtesgadener War nur noch für und in der Region als Souvenir und Christbaumschmuck in weitaus geringeren Stückzahlen gefertigt.

### Tourismus

#### Landkreisweites Marketing
Der Landkreis wurde bis Januar 2021 von dem Werbeunternehmen Berchtesgadener Land Tourismus GmbH (BGLT) beworben.
Nachdem das Werbeunternehmen am 28. Oktober 2004 mit einem Gesellschaftervertrag zwischen sechs Bürgermeistern aus allen drei Landkreisregionen begründet wurde, startete im Januar 2005 die neu gegründete Marketinggesellschaft Berchtesgadener Land Tourismus mit Sitz in Berchtesgaden erstmals ihr „operatives Geschäft“ mit der landkreisweiten Vermarktung des Fremdenverkehrs bzw. mit der Außenwerbung für alle touristischen Angebote des Landkreises. Finanziert und kontrolliert wurde die Marketinggesellschaft seither von den Gesellschaftern bzw. Vertretern des Landkreises und der Gemeinden im Landkreis sowie der drei Tourismusverbände innerhalb des Landkreises Berchtesgadener Land. Nicht zuletzt die in Sachen Tourismus etwas strukturschwächeren Regionen innerhalb des Landkreises sollten von der Namensgebung und den verwaltungstechnischen Synergieeffekten profitieren. Bemerkenswert in diesem Zusammenhang: während kurz nach Übernahme der Bewerbung durch die Marketinggesellschaft auf der Startseite der BGLT-Website noch Verweise zu allen drei Landkreisregionen gleichrangig aufscheinen, führte die Startseite der BGLT-Website wie auch deren Impressum (Stand: Januar 2021) lediglich in drei Logos oben die Websites der Regionen Bad Reichenhall und Berchtesgaden sowie dem „Wirtschaftsraum Berchtesgadener Land“ an prominenter Stelle ein, der südliche Rupertiwinkel war (und ist derzeit auch noch) hingegen lediglich in einer Unterseite der Region Berchtesgaden vertreten. (Siehe dazu im nächsten Abschnitt auch zwei Gemeinden, die schon seit Langem in keinem der regionalen Zweckverbände vertreten waren.)
Am 4. September 2020 wurde bekannt, dass die Marke „Berchtesgaden“ bzw. der Zweckverband Tourismusregion Berchtesgaden-Königssee künftig nicht mehr über die Berchtesgadener Land Tourismus GmbH (BGLT) vermarktet werden soll, da es nicht möglich sei, dass eine Organisation wie diese Marketinggesellschaft zwei konkurrierende Marken wie „Berchtesgaden“ und „Bad Reichenhall“ konsequent vermarkten kann. Mit Bartl Wimmer als neuem Vorsitzenden der TRBK wurde am 12. Februar 2021 die Umbenennung in „Zweckverband Bergerlebnis Berchtesgaden“ beschlossen und vollzogen. In einer weiteren Satzungsänderung ging es um die Zweckvereinbarungen mit einigen Gemeinden im nördlichen Landkreisteil, mit denen der Zweckverband weiterhin zusammenarbeiten wird. Entsprechende Beschlüsse gefasst haben bereits Anger und Piding, die Gemeinde Teisendorf wird sich dem vermutlich ebenfalls bald anschließen.
Laut neuem Impressum der von der Marketinggesellschaft bislang für den ganzen Landkreis unterhaltenen Website berchtesgadener-land.com ist für diese Website derzeit (Stand: September 2021) die Bad Reichenhall Tourismus & Stadtmarketing GmbH (BRM) zuständig. Ob und, wenn ja, hinsichtlich welcher Aufgaben und für wen die Marketinggesellschaft darüber hinaus weiterhin aktiv bleibt, ist derzeit noch unklar.
Als Teil des Landesentwicklungsprogramms Bayern (LEP) von 2006 wurde basierend auf den Angaben der vier bayerischen Tourismusverbände (Oberbayern-München, Ostbayern, Franken und Allgäu/Bayerisch-Schwaben) und in Zusammenarbeit mit dem Bayerischen Staatsministerium für Wirtschaft und dem Bayerischen Statistischen Landesamt ganz Bayern in Tourismusgebiete bzw. Tourismusregionen aufgeteilt. Seither wird der Landkreis Berchtesgadener Land vom Bayerischen Landesamt für Statistik auf der hierfür veröffentlichten Karte der bayerischen Tourismusregionen verkürzt als Berchtesgadener Land gekennzeichnet. (Siehe dazu auch im Abschnitt Gebietsreform mit Bildung des Landkreises die Begründung für dessen Umbenennung von 1973 nach der Landkreisteilregion Berchtesgadener Land.)

#### Regionale Tourismusverbände
Analog zu den drei Regionen des Landkreises (siehe Abschnitt: Vorgeschichte der drei Landkreisregionen) sind nach Auflösung der seit Februar 2021 nicht mehr für den ganzen Landkreis zuständigen Marketinggesellschaft Berchtesgadener Land Tourismus die drei Tourismusverbände Zweckverband Bergerlebnis Berchtesgaden (Berchtesgadener Land), Kur- und Verkehrsverein Bad Reichenhall / Bayerisch Gmain (Bad Reichenhall und Bayerisch Gmain) und Erlebnisregion Berchtesgadener Land – Rupertiwinkel – e. V. (südlicher Rupertiwinkel) nicht mehr nur hauptsächlich für die Gästebetreuung vor Ort und die touristischen Einrichtungen, sondern darüber hinaus auch wieder selbst für die Bewerbung ihrer Angebote zuständig. Allerdings erlaubt eine weitere Satzungsänderung des neu bezeichneten Zweckverbandes Bergerlebnis Berchtesgaden auch Zweckvereinbarungen mit Gemeinden im nördlichen Landkreisteil (Rupertiwinkel), die eine werbliche Zusammenarbeit ermöglicht.
Die Gemeinden Ainring und Schneizlreuth (seit 2016) gehören schon seit Langem keinem der Tourismusverbände bzw. -vereine (mehr) an.
Die Übernachtungszahlen aller Gemeinden werden jedoch nach wie vor in den Statistiken des Landkreises aufgeführt.

#### Angebotsschwerpunkte und statistische Angaben
Zahlreiche Ausflugsziele (siehe auch die Abschnitte unter: Kultur und Sehenswürdigkeiten) bilden die Grundlage für den Tourismus als Wirtschaftsfaktor, der jährlich neben Übernachtungsgästen auch über 1,5 Millionen Tagesgäste den Landkreis besuchen lässt.
Die touristischen Angebotsschwerpunkte in der Region Berchtesgadener Land, nach der der Landkreis benannt wurde, sind in Berchtesgaden das Kehlsteinhaus, das Salzbergwerk und die Watzmann Therme sowie in Schönau am Königssee der Königssee und die Jennerbahn. Für den Wintertourismus sind im Berchtesgadener Land u. a. mehrere Skigebiete aufgeboten, das größte lag bis 2024 am Jenner in Schönau am Königssee. (Ende der Skisaison 2024 wurde der Betrieb der alpinen Skipisten auf dem Jenner endgültig eingestellt, da deren weitere Pflege und Erhaltung (u. a. mit Kunstschnee) wegen des Klimawandel bedingt anhaltenden Schneemangels nicht mehr gewinnbringend war und zudem das Risiko von Umweltschäden erhöht hätte. Und auch die Watzmann Therme hat inzwischen ihr Alleinstellungsmerkmal und die damit verbundene Anziehungskraft verloren und wird deshalb auch nur noch bis auf Weiteres im Bestand erhalten.)

Touristische Angebotsschwerpunkte
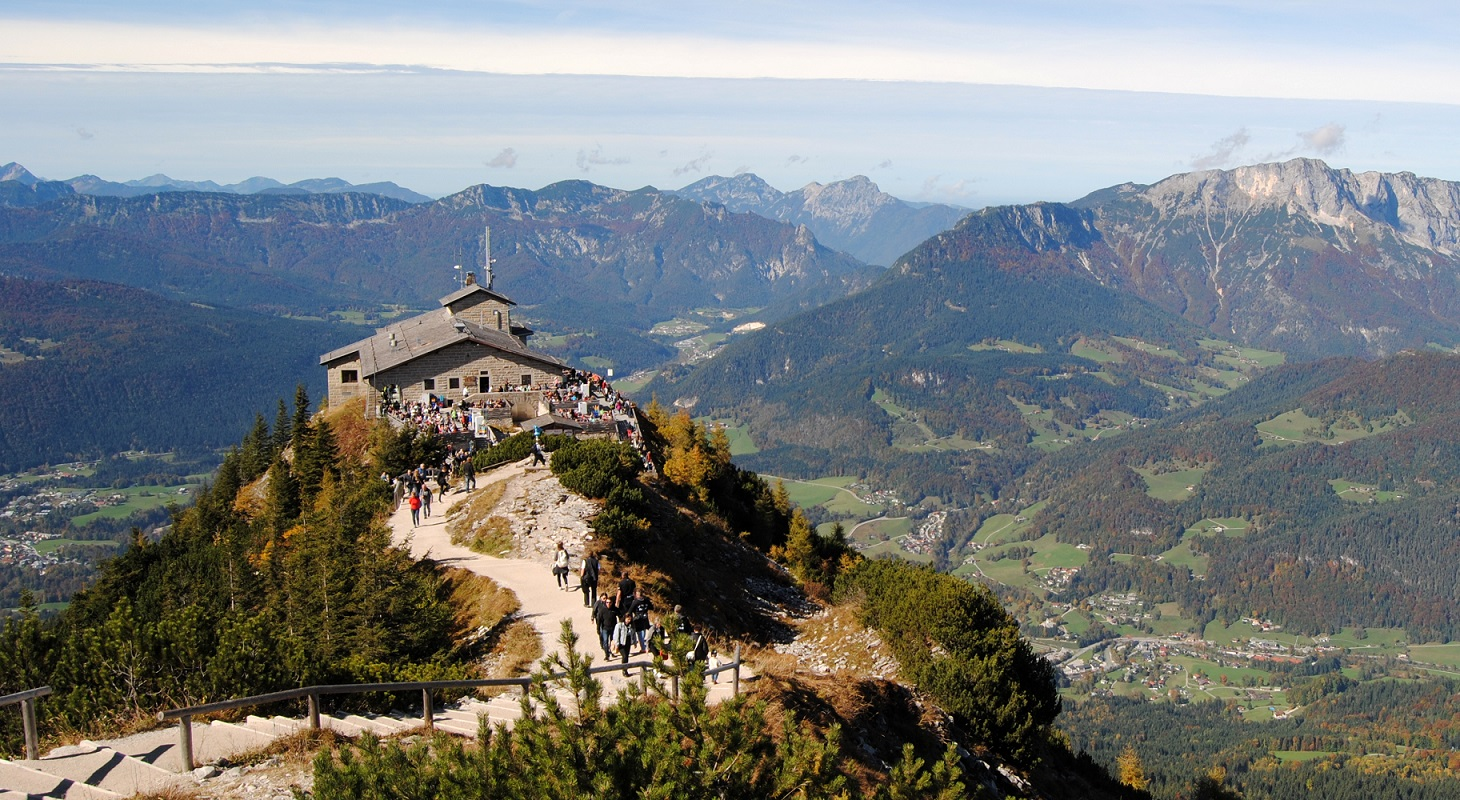
Kehlsteinhaus
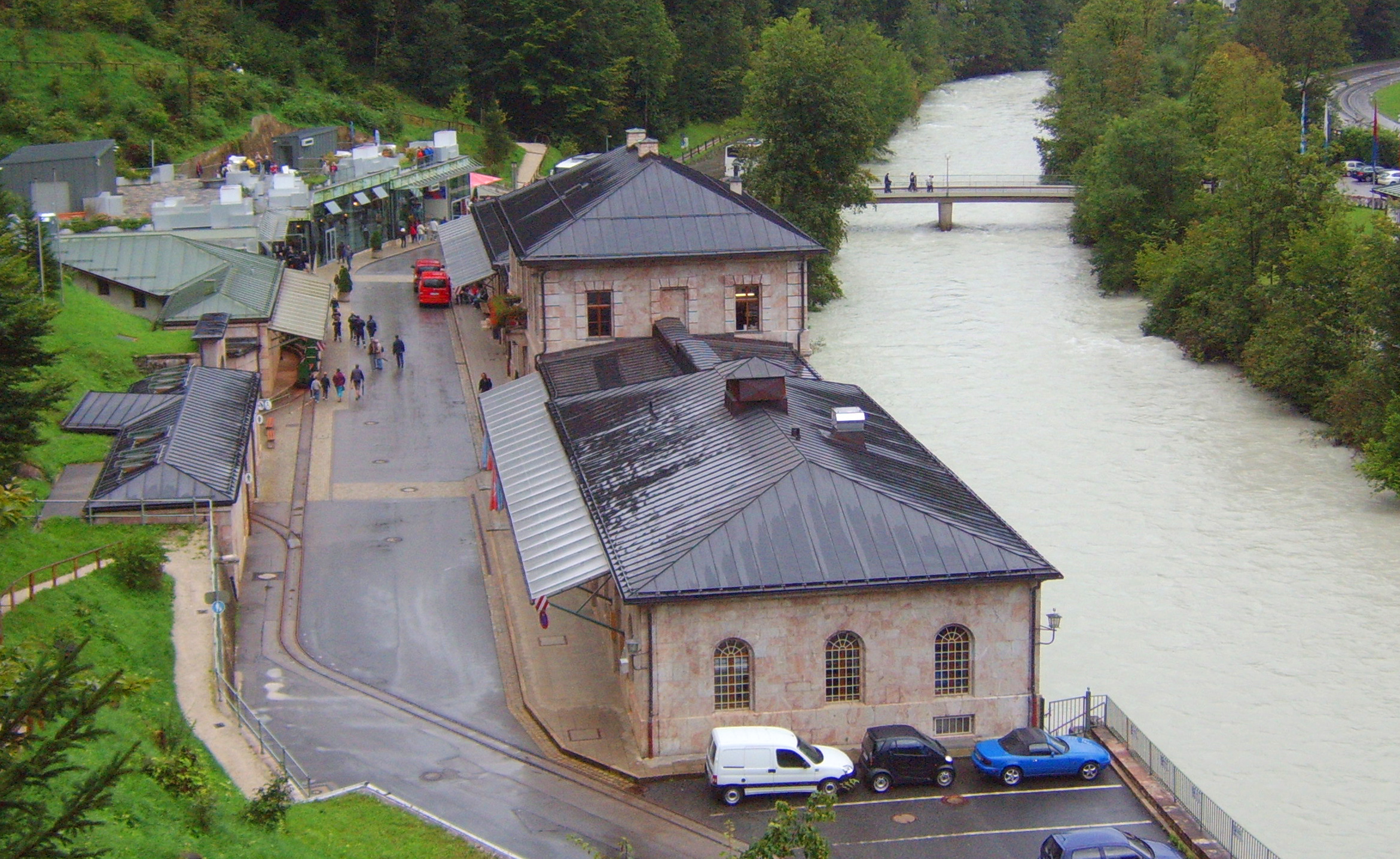
Salzbergwerk Berchtesgaden
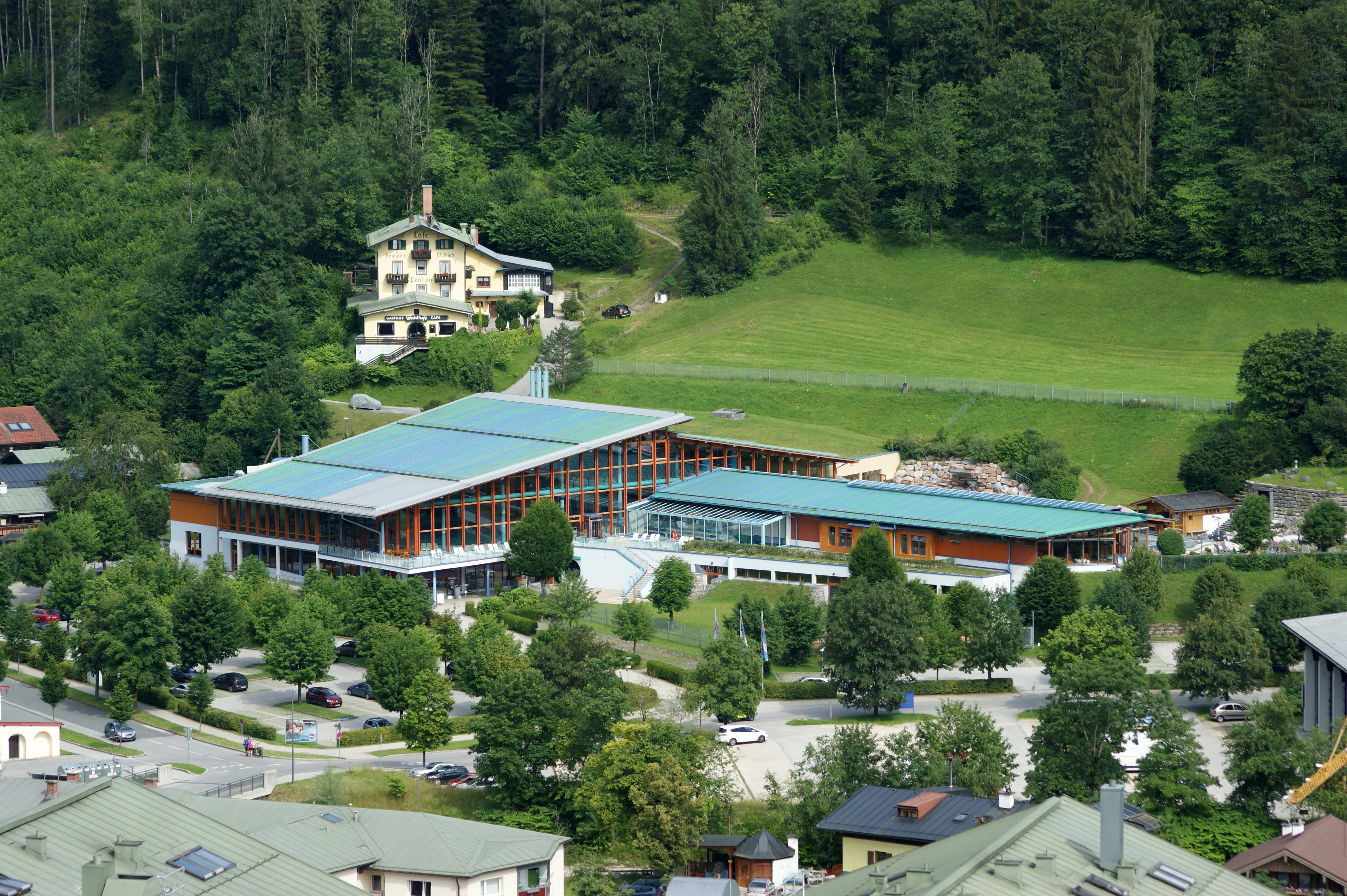
Watzmann Therme
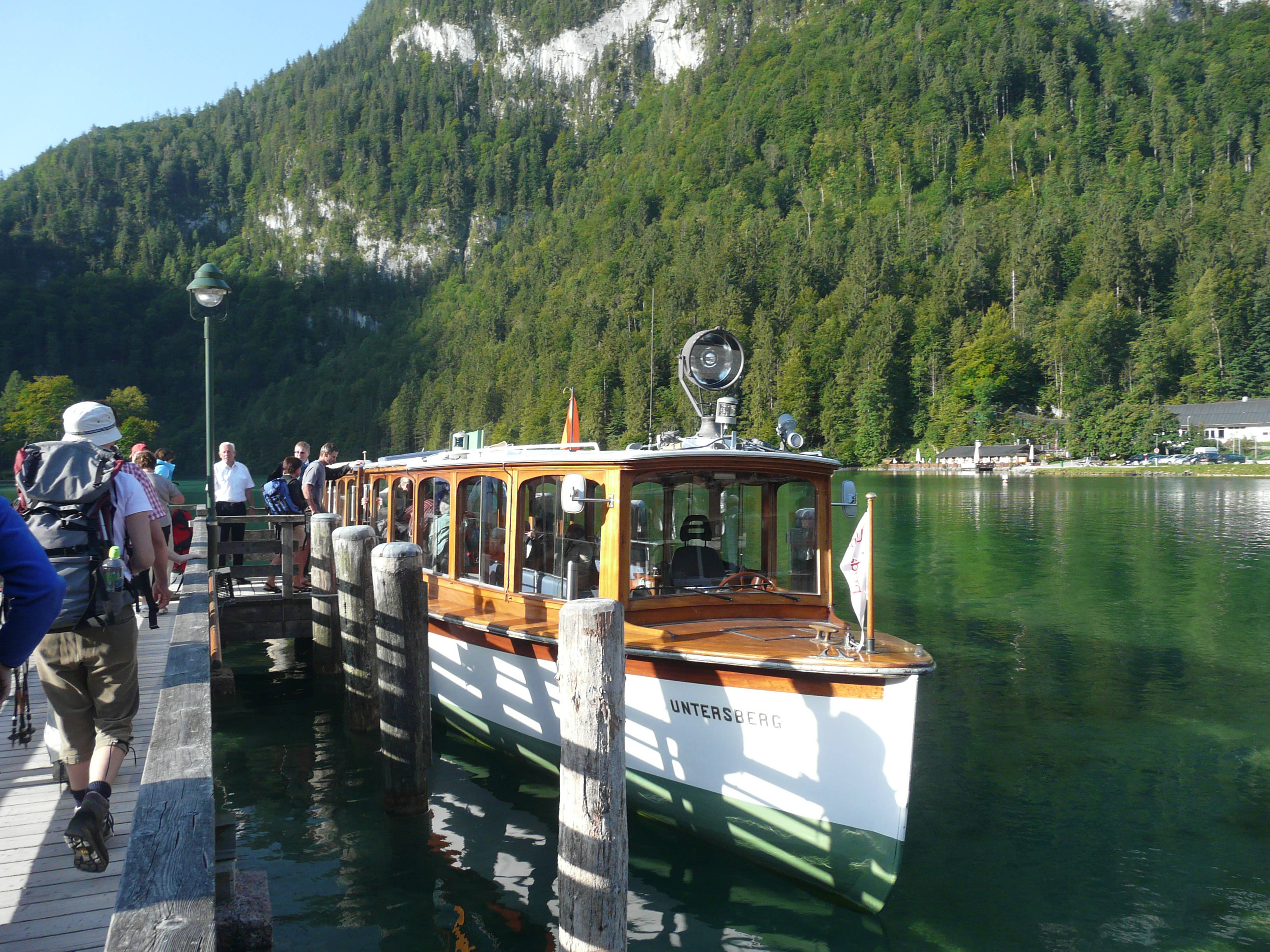
Bootssteg der Seelände des Königssees
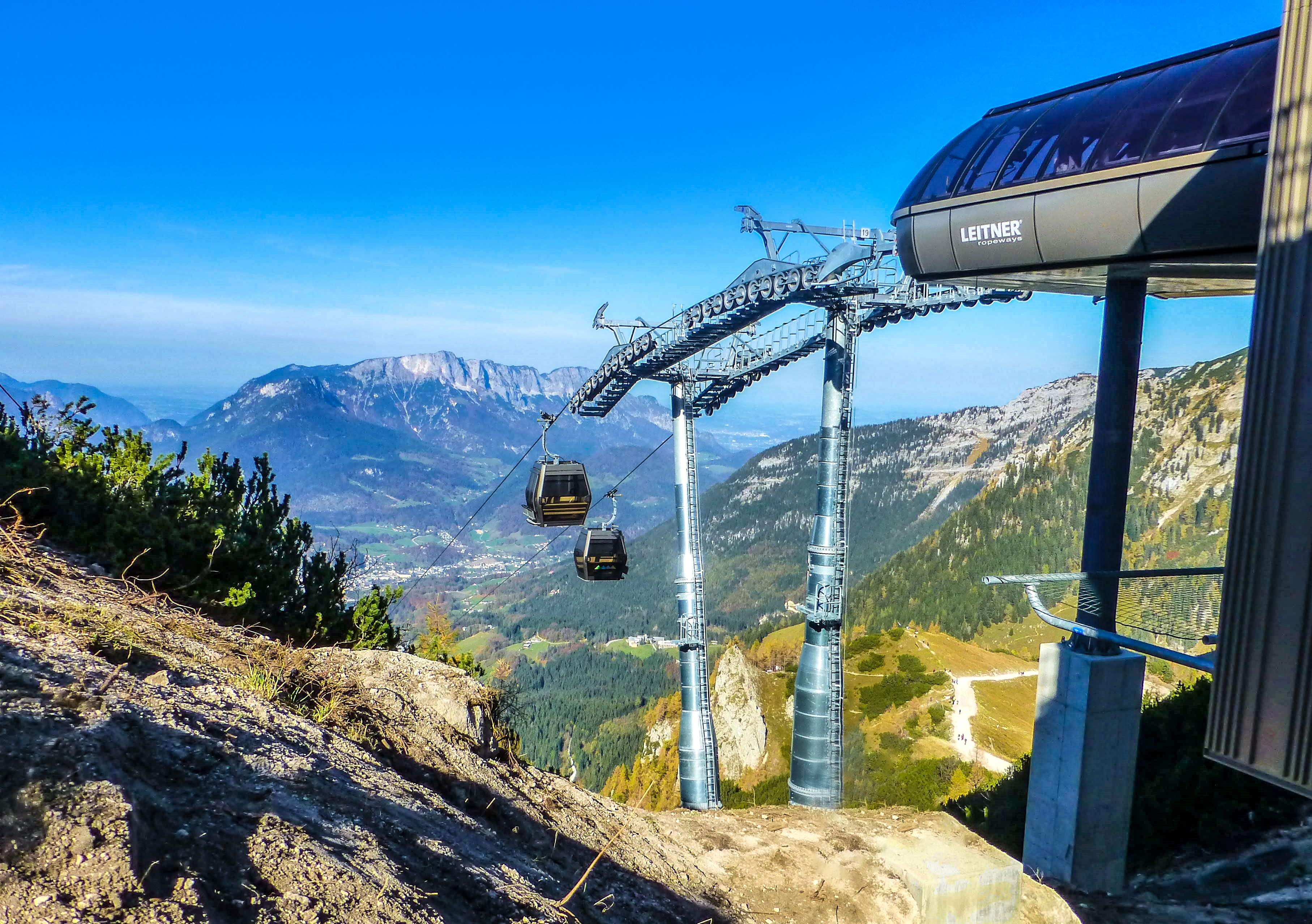
Bergstation der Jennerbahn mit an- und abfahrenden Gondeln

In der Region Bad Reichenhall – Bayerisch Gmain gelten die Alte Saline, die Rupertustherme und die Predigtstuhlbahn als Anziehungspunkte für Touristen.

Sehenswürdigkeiten im Raum Bad Reichenhall
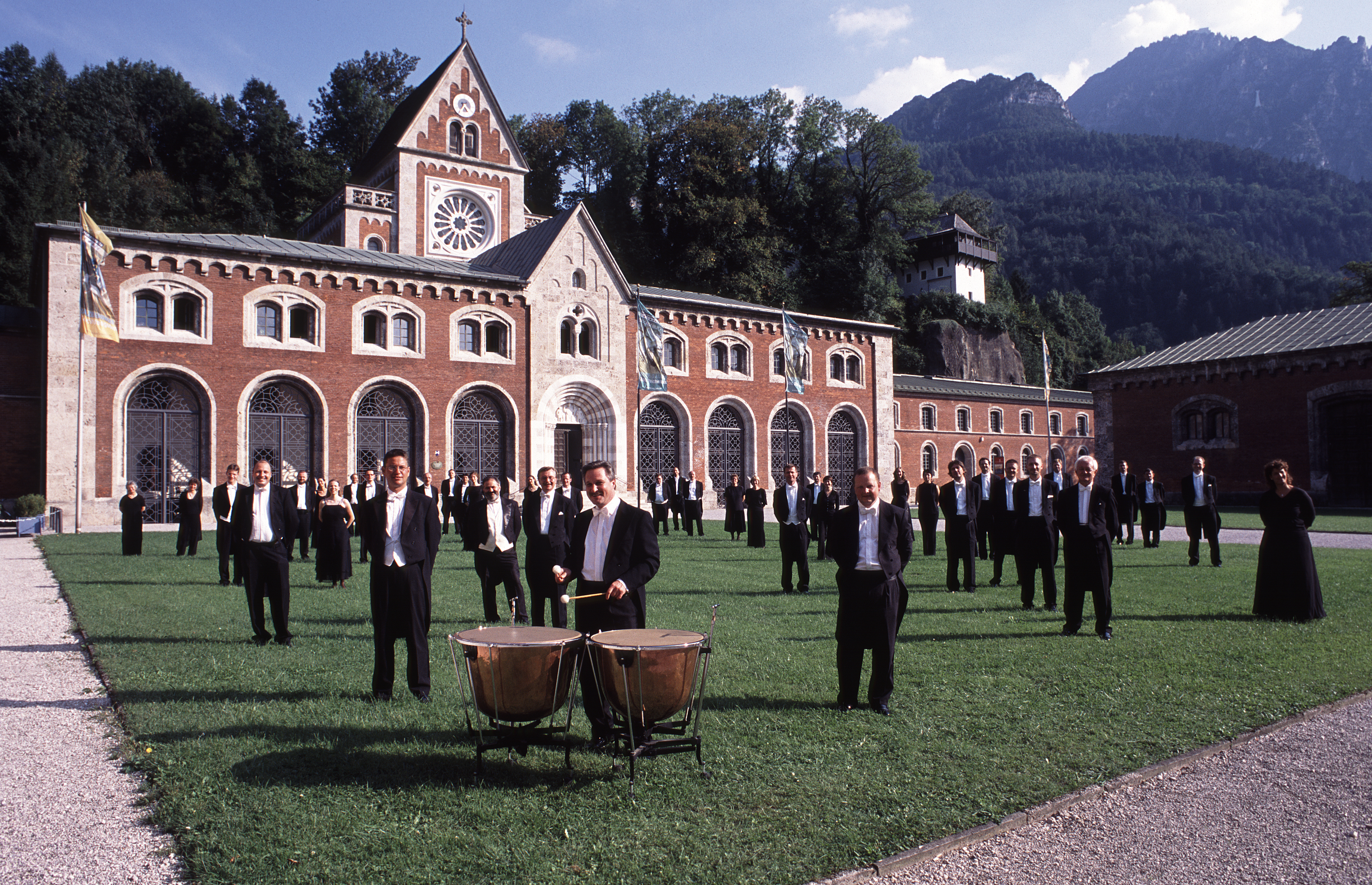
Alte Saline Bad Reichenhall mit der Bad Reichenhaller Philharmonie
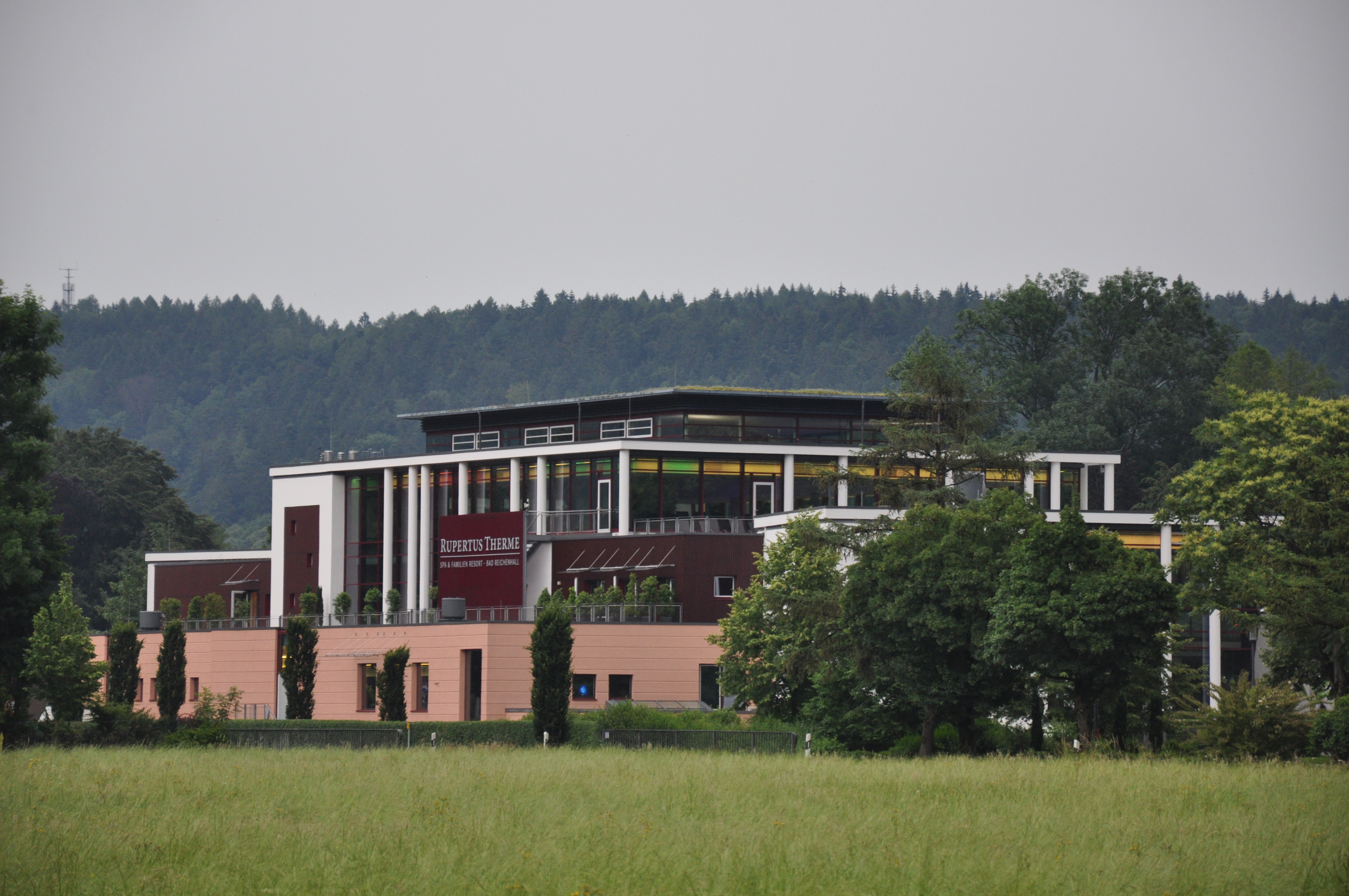
Rupertustherme
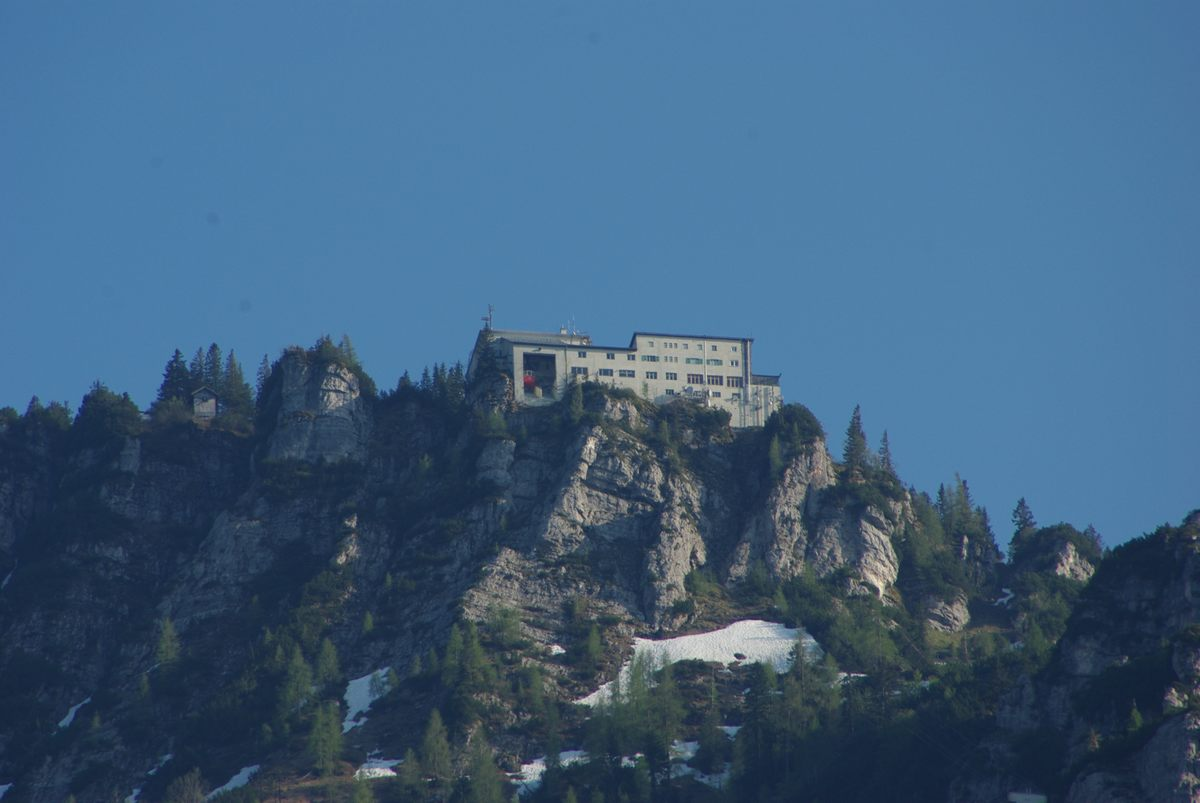
Bergstation der Predigtstuhlbahn

Im südlichen Rupertiwinkel finden u. a. das Kloster Höglwörth und die Stadt Laufen viele touristische Besucher. Als weitere Ausflugsziele und Sehenswürdigkeiten gelten in der Region: die historische Marktstraße in Teisendorf, der Höglwörther See, das Schloss Staufeneck in Piding und das Museum Lokwelt Freilassing.

Sehenswürdigkeiten im südlichen Rupertiwinkel
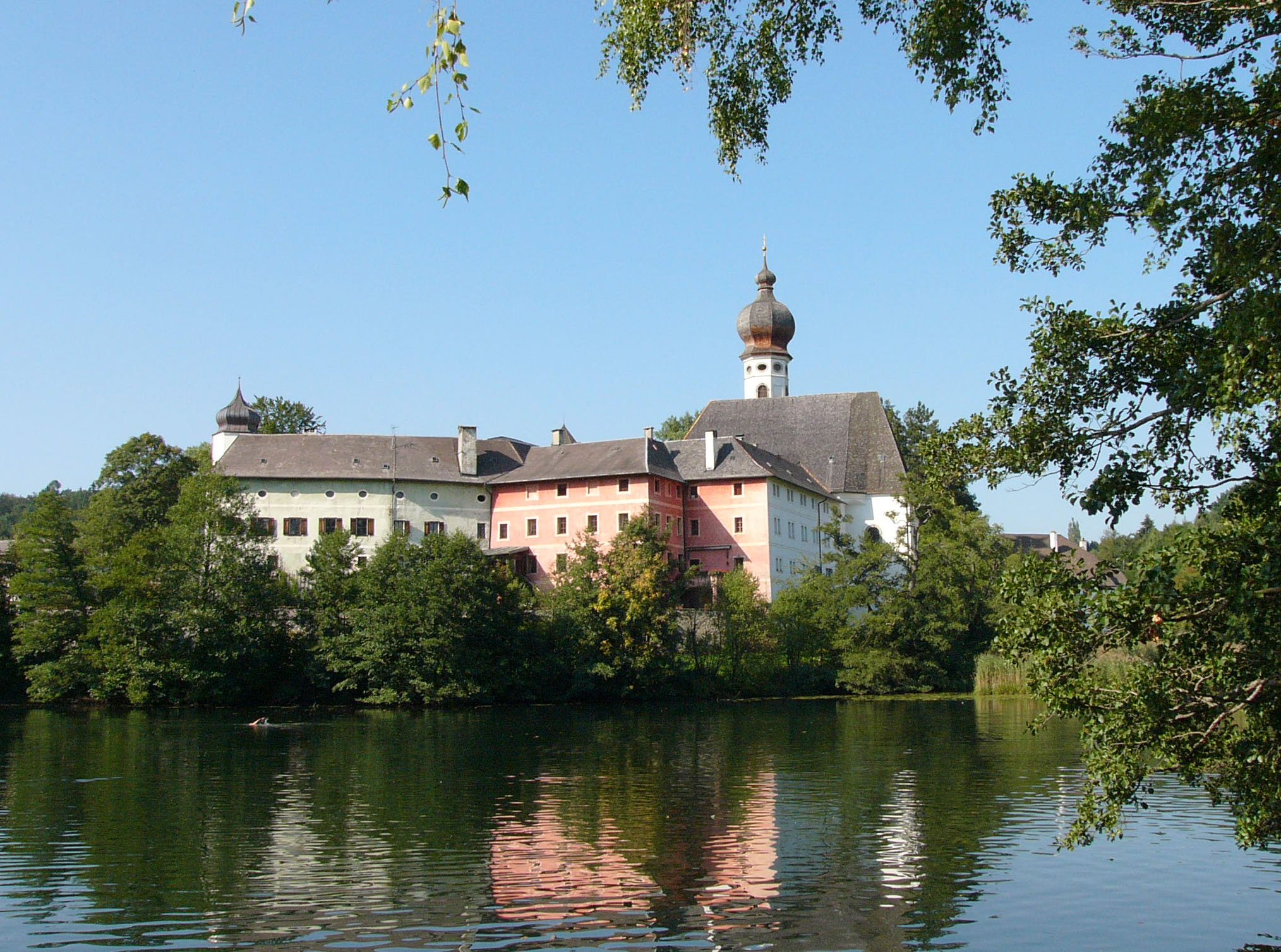
Kloster Höglwörth
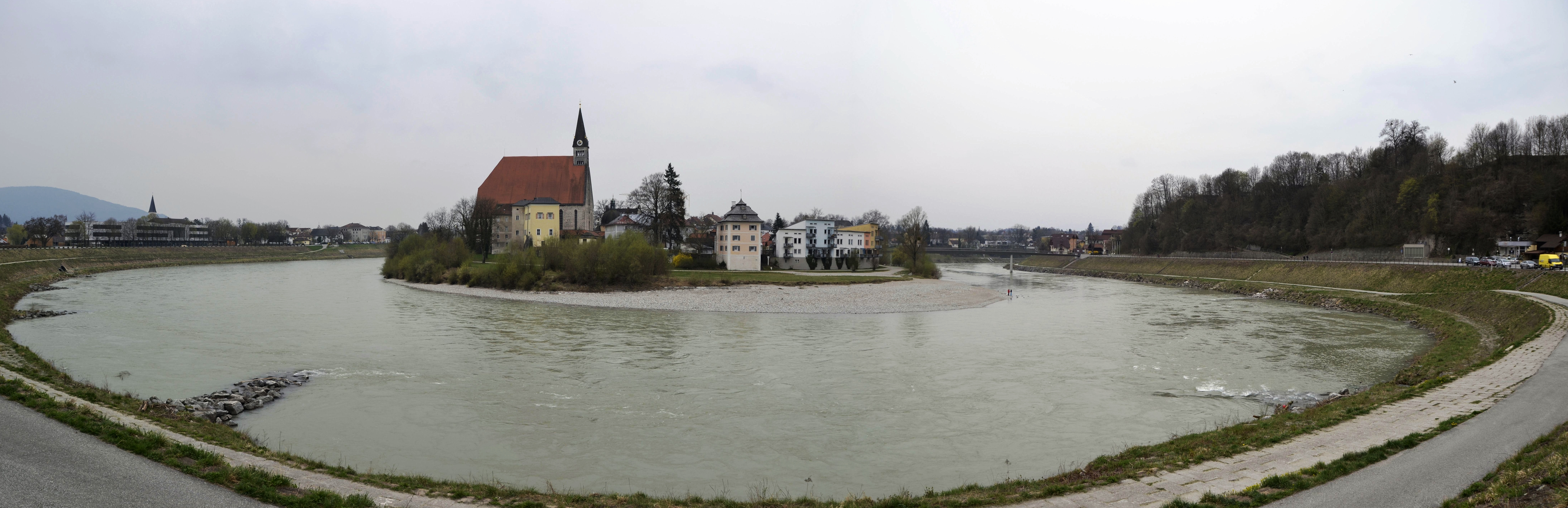
Blick auf die Halbinsel von Laufen

Mit dem Staatsbad Bad Reichenhall verfügt der Landkreis über das einzige Staatsbad in Oberbayern. Die fünf Gemeinden der Region Berchtesgadener Land (Berchtesgaden, Schönau am Königssee, Ramsau, Bischofswiesen und Marktschellenberg) sind alle heilklimatische Kurorte und bilden das einzige zusammenhängende heilklimatische Kurgebiet in Deutschland. Ainring und Piding sind als Luftkurorte, die übrigen Gemeinden des Landkreises als Erholungsorte anerkannt.
Überregionale Bekanntheit genießen zudem Hotels wie das Kempinski Hotel Berchtesgaden und bis 2021 auch das Axelmannstein in Bad Reichenhall.
Der Landkreis verzeichnete 2013 rund 3,5 Millionen Übernachtungen, über 700.000 Gäste und verfügte über 28.000 Betten. Insgesamt wurden 2013 mit diesen Kennzahlen ein Bruttogesamtumsatz von 505,8 Millionen Euro erzielt, was eine Steigerung von 43 Prozent seit 2005 mit Einführung der landkreisweiten Absatzwirtschaft bedeutete.

### Verkehr
Durch den Kreis führt die zweigleisige Hauptbahn Rosenheim-Salzburg mit zwei Bahnhöfen im Landkreis, Teisendorf und Freilassing. Vom Knotenbahnhof Freilassing zweigt in Richtung Süden die Bahnstrecke Freilassing–Bad Reichenhall ab, nach Norden die Bahnstrecke Mühldorf–Freilassing ab. Im Süden des Kreises existiert die Bahnstrecke Bad Reichenhall–Berchtesgaden. Seit 2006 ist die Verbindung Salzburg-Freilassing–Berchtesgaden in die S-Bahn Salzburg integriert.
Die wichtigste Fernverkehrsanbindung des Landkreises ist die Bundesautobahn 8 von München kommend nach Salzburg mit den Anschlussstellen Piding und Neukirchen, der Behelfsanschlussstelle Anger sowie der Halbanschlussstelle am Walserberg. In Längsrichtung von Berchtesgaden bis Laufen und von hier aus weiter nach Norden zieht sich die Bundesstraße 20 als Verkehrsachse durch den Landkreis.
Die Deutsche Alpenstraße Bundesstraße 305 führt von Marktschellenberg über Berchtesgaden, Ramsau und Schneizlreuth bis zur Landkreisgrenze bei Inzell und stellt für den südlichen Landkreisteil die kürzeste Anbindung an den Nachbarlandkreis Traunstein dar. Die Bundesstraße 21 ist die kürzeste Verbindung zwischen dem Osten des österreichischen Landes Salzburg und dem Pinzgau sowie Tirol. Die Route stellt deshalb eine bedeutende Transitstrecke für das Nachbarland Österreich dar („kleines deutsches Eck“).
Panoramastraßen erschließen die Bergwelt der südlichen Landkreisregion Berchtesgadener Land, zum Beispiel die Roßfeldhöhenringstraße (mautpflichtig, Scheitelpunkt 1600 m), die Kehlsteinstraße (nur Busbetrieb, bis 1700 m) oder die Hochschwarzeckstraße.
In die Zuständigkeit des Landkreises fällt ein Netz von 17 Kreisstraßen (siehe Liste der Kreisstraßen im Landkreis Berchtesgadener Land).
Durch viele Städte und Gemeinden des Landkreises führt der Bodensee-Königssee-Radweg, welcher in Lindau beginnt und zum Königssee bei Berchtesgaden führt.
Nächstgelegener internationaler Flughafen ist der Flughafen Salzburg. Er ist von der Auffahrt Bad Reichenhall (Bundesautobahn 8) etwa 8,5 Kilometer, von der deutsch-österreichischen Grenze bei Marktschellenberg etwa 13 Kilometer entfernt. Die Entfernung von der Auffahrt Bad Reichenhall zum Flughafen München via Bundesautobahnen 8, 995, 99, 9 und 92 beträgt etwa 165 Kilometer.

### Öffentliche Einrichtungen
Der Landkreis Berchtesgadener Land ist neben 10 Schulen und 6 Krankenhäusern auch noch Eigentümer oder/und Betreiber von:
- Berchtesgadener Handwerkskunst[80] (siehe auch: Berchtesgadener War)
- Freizeitgelände Abtsdorfer See
- Heimatmuseum in Berchtesgaden (siehe: Museum Schloss Adelsheim)
- Jugendverkehrsschule
- Olympiastützpunkt Bayern, Regionalzentrum Chiemgau/Berchtesgadener Land (Bob- u. Rodelbahn Königssee mit Sporthalle und Funktionsgebäude in Berchtesgaden: Betriebsführung durch Bob- und Schlittenverband für Deutschland e. V. – BSD)
- Medienzentrum in Bad Reichenhall
- Schülerforschungszentrum Berchtesgadener Land

### Beteiligungen
Der Landkreis hat auch größere Beteiligungen an folgenden Einrichtungen:
- Wirtschaftsförderungsgesellschaft Berchtesgadener Land
- Wohnbauwerk im Berchtesgadener Land GmbH
- Kliniken Südostbayern AG

### Mitgliedschaften
Der Landkreis ist Mitglied im Zweckverband Abfallverwertung Südostbayern.